# 平成26年8月豪雨による広島市の土砂災害
平成26年8月豪雨による広島市の土砂災害（へいせい26ねん8がつごううによるひろしましのどしゃさいがい）は、2014年（平成26年）8月20日に広島県広島市北部の安佐北区や安佐南区の住宅地などで発生した大規模な土砂災害のことを指す。「広島土砂災害」「平成26年8.20広島市豪雨土砂災害」「8.20土砂災害」などと呼称されることもある。
この災害の誘因となった豪雨は、気象庁により「平成26年8月豪雨」と命名された。なお、この豪雨災害では日本のマスコミが「線状降水帯」という気象用語を初めて公式に使用し、その用語が一般国民にも広く知られるきっかけとなった。

## 概要
2014年8月19日夜から20日明け方にかけて、広島市安佐南区八木・緑井・山本および安佐北区可部を中心としたごく狭い範囲に集中豪雨が発生した。「数百年に1回程度よりはるかに少ない確率」で発生した記録的集中豪雨であった。線状降水帯が発生し、3時間降水量は200ミリを超え、同時多発的に大規模な土石流が発生した。広島市災害対策本部のまとめでは、土砂災害166か所（うち土石流107か所、がけ崩れ59か所）が発生している。
1. 記録的集中豪雨が
2. 午前1時半から午前4時の真っ暗で対応の難しい時間帯に
3. 新興住宅地など人家が密集する住宅地後背の山々を襲った

の3つの悪条件が重なったことで甚大な被害を出した「都市型土砂災害」 である。この土砂災害はそれ以前のものと一線を画し、単に砂防だけの問題でなく都市計画・地域計画・防災計画のさまざまな問題点が浮かび上がった。
行方不明者の捜索は、約1か月間におよび、災害における直接死は74人（最終報）、これに2016年現在で災害関連死3人が加わり、死者77人となった。この災害死の数は、国土交通省の発表によると土砂災害による人的被害としては過去30年間の日本で最多であり、1983年7月に島根県西部で87人が死亡・行方不明となった豪雨（昭和58年7月豪雨）による土砂災害以来の大きな人的被害となった。広島市に限れば、1999年の6.29豪雨災害における土砂災害被害を上回った。近年まれに見る死者数の多さから、社会問題として大きく扱われた。住宅被害、電気・水道・ガスなどに加えて、交通網が集散する場所であったことからライフライン・インフラすべてにおいて大きな被害を受けた。避難勧告の対象範囲は大きく、避難所へはピーク時で904世帯・2,354人が避難したものの、安全が確認されるまで長期にわたり避難所での生活を余儀なくされた。
ただ不幸中の幸いであったのが、河川（洪水）災害は限定的であったことである。災害が起きた付近は古くから河川災害が頻発した地であったが、20日4時20分頃可部三丁目付近で根谷川が氾濫した以外は大きく被災しなかった。
行政対応の不手際から、1999年災害の教訓が生かせなかったと指摘された。特に、広島市からの避難勧告発令の遅さが批難された。土砂災害防止法の問題点が浮き彫りとなり、改正が行われた。
東日本大震災（2011年）を機に作られた災害派遣精神医療チーム（DPAT）の初出動事例となった。

## 気象

### 先行降雨と線状降水帯
広島市の気候区分は瀬戸内海式気候であり、例年8月は降水量が少ない特徴がある。ただ2014年は中国地方を含め、西日本・北日本の広い範囲で月平均降水量が平年の2倍を超える多雨となっていた。これは7月から8月にかけて台風12号・台風11号によるもの、台風通過後から太平洋高気圧の再発達と中国東部沿岸部の気圧の谷の発達によって停滞前線（秋雨前線）が形成されたことによるもので、8月16日、17日には秋雨前線に暖かく湿った空気が流れ込んだことにより京都府福知山市・兵庫県北部などで集中豪雨が発生した。広島での災害はこれらより少し後のことになる。
広島で災害が発生した当時の『産経新聞』では県防災担当者の談話として、土砂災害発生地にもっとも近いアメダス三入観測所で災害発生直前にあたる8月19日までの19日間（先行降雨）で264.4ミリを記録して平年を100ミリ以上上回っており、数週にわたる雨によって地盤の緩みが進行していたと報道している。実際、2014年8月の三入における月間日照時間65.8時間は観測史上最小 であり、のちの土砂災害現場調査でパイプフローの痕跡が多数発見されたことから1か月以上の降雨によって地山に大量の地下水が存在していたと考えられている。ただし、台風による降雨を除外すると8月7日、11日、12日、13日、18日の5日は降水量0.5ミリ以下であり、17日から19日までの72時間降雨で37.0ミリと、洪水災害の原因となる先行降雨としては少なかった。
災害発生時の8月19日夜から20日朝、北海道付近から対馬海峡付近にかけて南西の方向に秋雨前線が延び、前線は日本海海上にあってその南に中国地方が位置し、前線に向かって日本の南海上から暖かく湿った空気が流れ込む状況にあった。このとき広島市付近では、上空の寒冷渦の影響などで大気が不安定であるとともに、下層（地表付近）では豊後水道を通って南から暖かく湿った空気が流入する一方、上空1,500メートル（850hPa）付近や3,000メートル（700hPa）付近では強い南西の風となっていた。下層の南風は、広島市の西方にあたる広島・山口県境付近の山地にぶつかって地形性の上昇気流を起こし、積乱雲を発生させる。これに上空の南西風がぶつかって積乱雲を強化しつつ、風下である北東の方向に押し流した。これにより、積乱雲が連続的に発生する「バックビルディング現象」が起きた。

バックビルディング模式図
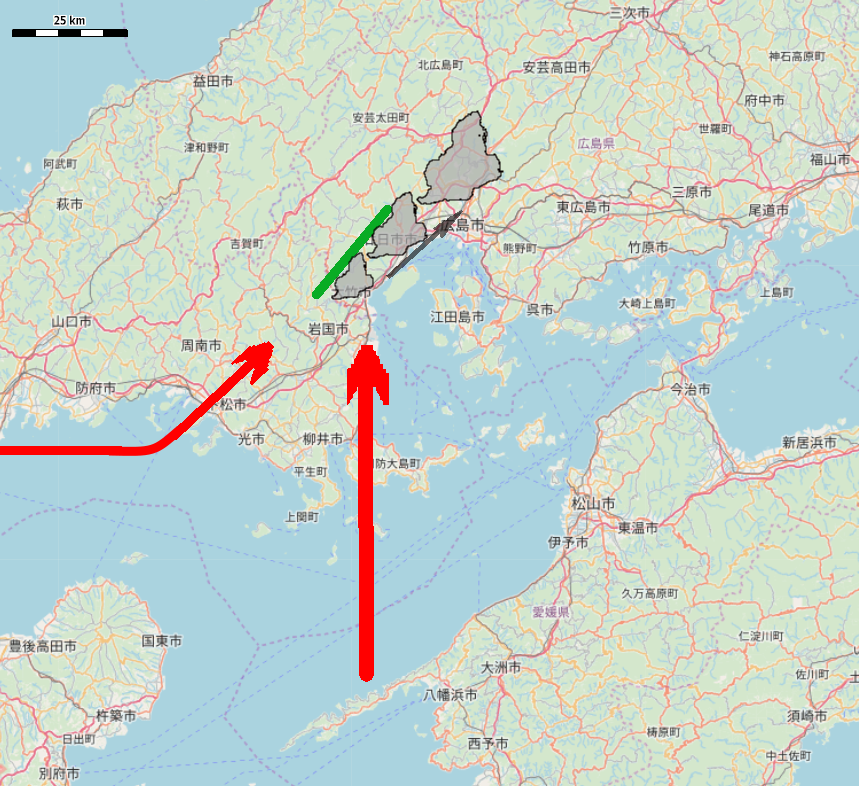
バックビルディング形成平面

バックビルディングによる積乱雲列（線状降水帯）は南西に源を発して北東方向に延びる形状であり、19日から20日の間に少なくとも4本の積乱雲列が約10キロから40キロ離れた状態で発生し、発達さらに隣り合う積乱雲列が合体しながら広島市を通過した。土砂災害が発生する原因となった積乱雲列は短軸幅10 - 15キロ、長軸幅は最大100キロに一体化している。
なお、バックビルディング形成された線状降水帯による豪雨は平成24年7月九州北部豪雨や平成25年7月28日の島根県と山口県の大雨など比較的よく見られる事例である。ただこうした線状降水帯の予測は2015年時点の気象予報技術でも困難であった。

### 当日の降水量
災害日の降雨は、前半が19日19時ごろ - 24時ごろ、後半が20日0時以降と2つの事象に分けられる。
観測点とソース
- 岩国 : 山口県岩国市北緯34度9分18秒 東経132度10分42秒[41][42] 積乱雲発生地点付近
- 大竹 : 広島県大竹市北緯34度13分18秒 東経132度13分12秒[43][44] 積乱雲発生地点付近
- 広島 : 広島県広島市中区北緯34度23分54.8秒 東経132度27分46.4秒[45][46]
- 三入 : 広島県広島市安佐北区北緯34度32分42秒 東経132度31分48秒[47][48] 土砂災害発生地点付近
- 甲田 : 広島県安芸高田市北緯34度41分42秒 東経132度45分36秒[49][50]
- 三次 : 広島県三次市北緯34度48分42秒 東経132度51分0秒[51][52]

気象予報用語では、10mm - 20mmがやや強い雨、20mm - 30mmが強い雨、30mm - 50mmが激しい雨、50mm - 80mmが非常に激しい雨、80mm以上が猛烈な雨。
| 時 間 | 降水量 | 降水量 | 降水量 | 降水量 | 降水量 | 降水量 | 降水量 | 降水量 | 降水量 | 降水量 | 降水量 | 降水量 |
| 時 間 | 岩国   | 岩国   | 大竹   | 大竹   | 広島   | 広島   | 三入   | 三入   | 甲田   | 甲田   | 三次   | 三次   |
| ----- | ------ | ------ | ------ | ------ | ------ | ------ | ------ | ------ | ------ | ------ | ------ | ------ |
| 12    | 00000  | 0.0    | 00000  | 0.0    | 00000  | －     | 00000  | 0.0    | 00000  | 0.0    | 00000  | 0.0    |
| 13    |        | 0.0    |        | 0.0    |        | －     |        | 0.0    |        | 0.0    |        | 0.0    |
| 14    |        | 0.0    |        | 0.0    |        | －     |        | 0.0    |        | 0.0    |        | 0.0    |
| 15    |        | 0.0    |        | 0.0    |        | －     |        | 0.0    |        | 0.0    |        | 0.0    |
| 16    |        | 0.0    |        | 0.0    |        | 0.0    |        | 0.0    |        | 0.0    |        | 0.0    |
| 17    |        | 0.0    |        | 0.5    |        | 0.0    |        | 0.5    |        | 0.0    |        | 0.0    |
| 18    |        | 3.5    |        | 4.5    |        | 0.0    |        | 0.0    |        | 0.0    |        | 0.0    |
| 19    |        | 0.0    |        | 2.0    |        | 2.0    |        | 0.5    |        | 0.0    |        | 0.0    |
| 20    |        | 0.5    |        | 4.0    |        | －     |        | 1.5    |        | 0.0    |        | 0.0    |
| 21    |        | 1.5    |        | 4.0    |        | 8.5    |        | 15.0   |        | 0.5    |        | 0.0    |
| 22    |        | 8.5    |        | 19.5   |        | 41.5   |        | 3.5    |        | 2.5    |        | 1.0    |
| 23    |        | 0.0    |        | 0.0    |        | 13.0   |        | 8.0    |        | 4.5    |        | 1.0    |
| 24    |        | 0.5    |        | 1.0    |        | 2.5    |        | 4.0    |        | 0.5    |        | 1.5    |
| 01    |        | 0.0    |        | 0.5    |        | 0.5    |        | 2.0    |        | 0.0    |        | 0.5    |
| 02    |        | 12.0   |        | 10.0   |        | 0.0    |        | 28.0   |        | 0.0    |        | 1.0    |
| 03    |        | 2.0    |        | 0.5    |        | 9.5    |        | 80.0   |        | 12.5   |        | 5.5    |
| 04    |        | 0.0    |        | 0.0    |        | 1.0    |        | 101.0  |        | 18.0   |        | 6.5    |
| 05    |        | 0.0    |        | 0.0    |        | 0.0    |        | 12.5   |        | 14.0   |        | 2.0    |
| 06    |        | 0.0    |        | 0.0    |        | 0.0    |        | 0.0    |        | 3.5    |        | 3.5    |
| 07    |        | 0.0    |        | 0.0    |        | 0.0    |        | 0.0    |        | 0.0    |        | 0.0    |
| 08    |        | 0.0    |        | 0.0    |        | 0.0    |        | 0.0    |        | 0.0    |        | 0.0    |
| 09    |        | 0.0    |        | 0.0    |        | 0.0    |        | 0.0    |        | 0.0    |        | 0.5    |
| 10    |        | 0.0    |        | 0.0    |        | －     |        | 0.0    |        | 0.5    |        | 0.0    |
| 11    |        | 0.0    |        | 0.0    |        | 0.0    |        | 0.0    |        | 3.0    |        | 0.0    |

前半は大竹市、廿日市市など広島市南西側の沿岸部で降り始め、線状降水帯の発達にともない徐々に広島市内へと続いていった。この時点での1時間降水量は、廿日市市役所46ミリ（19時20分 - 20時20分）、広島地方気象台45.5ミリ（21時20分 - 22時20分）と、どの地点でも50ミリを超えなかった。広島市中心部では19時30分ごろから雷が鳴り始め、20時ごろより雨が強くなり、20時から22時にかけて広島市内の約9,400軒が停電した。平和大通りなどでは膝下まで道路が冠水（内水氾濫）し、広島高速4号線上り線で中広出入口が冠水したため通行止めになる（23時解除）など市中心ではさまざまな被害が出ていた。この時点でのちの土砂災害地ではそこまでの降雨はなく、20日0時ごろには市中心部から安佐南区・安佐北区まで降雨は確認されなかった。
後半は新たな線状降水帯が東進しながら急速に発達・合体したことによるもので、20日1時から4時に安佐南区・安佐北区を中心とした局地的領域に停滞し時間の経過とともに猛烈な雨が降った。20日1時30分から4時30分までの3時間降水量は、安佐北区役所・安佐北区上原・安佐北区三入東・安佐北区三入の4地点で200ミリを超え、150ミリを超えたのはその4地点を含めて約8キロ×約15キロのごく狭い範囲に集中した。
| 観測地点   | 観測地点                                                                                 | 累積降水量 | 最大降水量  | 最大降水量   |
| 所在地     | 名称                                                                                     | 累積降水量 | 1時間あたり | 観測時刻     |
| ---------- | ---------------------------------------------------------------------------------------- | ---------- | ----------- | ------------ |
| 安芸高田市 | 美土里（北緯34度43分18秒 東経132度39分18秒 / 北緯34.72167度 東経132.65500度）            | 089.0      | 047.5       | 20日02時18分 |
| 安佐北区   | 大林（北緯34度33分41.00秒 東経132度33分24.00秒 / 北緯34.5613889度 東経132.5566667度）    | 237.0      | 096.0       | 20日04時00分 |
| 安佐北区   | 三入                                                                                     | 256.5      | 101.0       | 20日04時00分 |
| 安佐北区   | 三入東                                                                                   | 284.0      | 121.0       | 20日04時00分 |
| 安佐北区   | 安佐北区役所（北緯34度31分5.6秒 東経132度30分28.1秒 / 北緯34.518222度 東経132.507806度） | 264.0      | 102.0       | 20日04時00分 |
| 安佐北区   | 上原（北緯34度30分40秒 東経132度31分00秒 / 北緯34.51111度 東経132.51667度）              | 287.0      | 115.0       | 20日04時00分 |
| 安佐南区   | 高瀬（北緯34度28分49.00秒 東経132度30分02.00秒 / 北緯34.4802778度 東経132.5005556度）    | 215.0      | 087.0       | 20日03時00分 |
| 中区       | 広島                                                                                     | 078.5      | 046.5       | 19日22時14分 |

三入の1976年 - 2013年のデータを元に年超過確率を計算すると、1時間降水量・3時間降水量ともに再現年数は500年を超え、同様に高瀬の1975年 - 2013年データでも400年から500年を超える。『毎日新聞』では、広島地方気象台はこれほどの降水量は想定できなかったと答えたと報道している。この20日未明から朝方の記録的集中豪雨が土砂災害を引き起こした。
なお、前日に発表された天気予報では、19日夜・20日は曇りで、所により雨か雷雨、19日は激しい雨が予想されていた。

## 地理

### 被災地概況

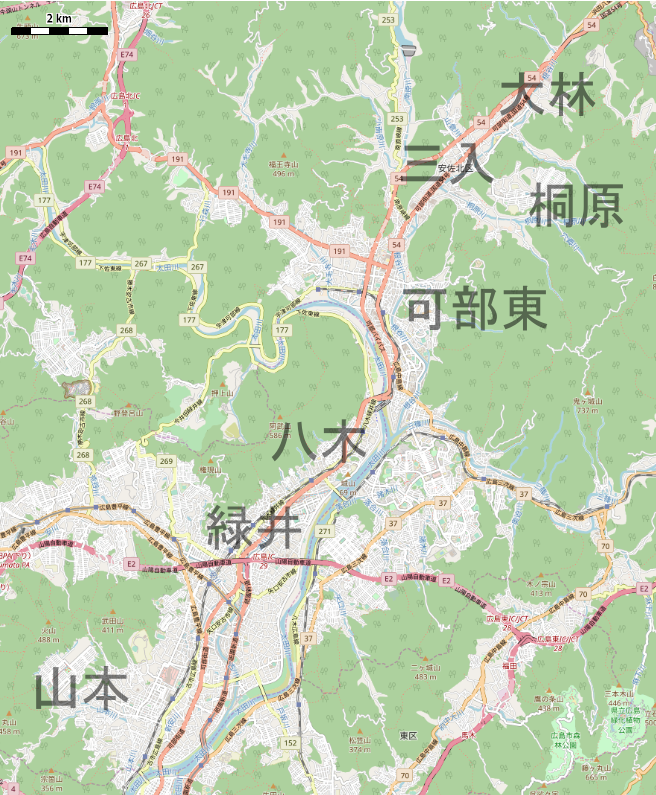
被災地

局所的豪雨の影響で、災害範囲は安佐南区と安佐北区の一部に集中した。
当地は太田川中流域と下流域の境目付近に位置し、その支流である根谷川・三篠川との合流地点付近でもある。太田川を挟んで南側が安佐南区八木・緑井地区、北側が安佐北区可部・三入・桐原・大林地区になる。3つの川の合流点であったことから、また広島城下から八木・緑井内の雲石街道（可部街道）を通って、そして可部で出雲・石見街道と分岐することから、古くから可部を中心として河川および陸上交通の要所として発達した。現在では国道54号・JR可部線（および芸備線）が市中心部から県北部への交通網として発達している。さらに、市内の主要浄水場のひとつである緑井浄水場や中国電力太田川水力発電所、広島県災害拠点病院のひとつである広島市立安佐市民病院と、生活に直結する施設があるところでもある。
当地は双方とも大部分が市街化区域に指定されている。1970年代から大規模な宅地開発が進み、市中心部へのアクセスのよさから人口は増えていった。安佐南区八木・緑井は2005年 - 2014年統計データによると、人口増加率は6.2%増、高齢化率は18.7%。新興住宅地として発達していた地区であり、阿武山・権現山の扇状地に住宅街が形成された。一方、安佐北区可部・三入・桐原・大林は2005年 - 2014年統計データによると、人口増加率4.0%減、高齢化率30.9%。南側と同様に宅地開発されてきた地区であるが自然や農地が多く残る地区である。
土砂災害はそこからさらに南にも発生している。中でも安佐南区山本は大正15年9月広島豪雨災害をはじめとして昭和初期まで災害が頻発しており、そこから対策が比較的進んだため近年大きな災害は発生していなかった。
山口大学教授（地盤工学）の鈴木素之は、土石流の発生した渓流8か所の下流での地層の観察と放射性炭素年代測定から、被災地では土石流が西暦1世紀から7回（2014年を含めれば8回）、150年から400年間隔で起きていたと分析している。
|                        |                                                |                                |
| -                      | 6.29災害                                       | 8.20災害                       |
| 主な被災地             | - 広島市 - 佐伯区 - 安佐南区 - 安佐北区 - 呉市 | - 広島市 - 安佐南区 - 安佐北区 |
| 1日最多雨量 (mm)       | 271.0 県戸坂                                   | 287.0 県上原                   |
| 時間最多雨量 (mm)      | 81.0 公団八幡川橋                              | 121.0 県三入東                 |
| がけ崩れ （箇所）      | 186                                            | 59                             |
| 土石流 （箇所）        | 139                                            | 107                            |
| 死者/行方不明者 （人） | 32                                             | 74                             |

これらの地区はすべて、1999年広島市で記録的な被害を出した土砂災害ではほぼ被害に遭わなかった。ただ1999年での主要な災害地は西側に隣接した地区であった。2014年災害後に市が行った安佐南区・安佐北区被災地住民アンケートでは、大雨・洪水に対して自分の居住地が危険・やや危険と認識していた人は48.2%（732人中）、がけ崩れ・土石流に対しては48.1%（717人中）と、半分以下の認識であった。がけ崩れ・土石流に対しての危険認識は地元紙『中国新聞』による調査ではさらに低く32%（50人中）だった。ただし、住民の危機意識問題は情報提供不足という#行政側の不備も関係する。

### 八木地区
ここでは特に顕著な被害が出た安佐南区八木地区について記載する。
この地区には貫くように八木用水が流れる。そばに太田川がありながら通常時は土地より低い水位であり取水に困難であったため、江戸時代に農業用水路として整備されたものである。阿武山北側にある取水口から途中で中国電力太田川水力発電所の放水を引き入れ、八木・緑井から太田川放水路と旧太田川の分流地点である長束まで流れる約16キロの用水路である。地区の都市化が進むにつれ農業用水から排水路へと重要度が移っていった。この八木用水から山側に向かって農地や古くからの住居が建ち、そのさらに山際が新興住宅地として開発が進み、谷筋に沿って山嶺直下にまで住宅が建ち並んでいた。
この地区の過去の災害といえば、3つの川が合流する地点であることから河川災害であった。当時の八木学区自主防災会連合会会長は、2000年代中ごろに太田川の堤防が決壊する寸前までの降雨を経験しており、日頃から水害に対して注意を払っていたと証言している。一方、土砂災害としては1980年に発行された『佐東町史』に「阿武山南部に位置する八木三丁目周辺は複数の扇状地で構成される『複合扇状地』で被災地は複数回の土石流で形成された扇状地であった」と明記されているように、古くからこの地では起こっていた。ただしこれら地誌には頻発した水害（河川災害）の詳細は書かれているが、土砂災害の詳細は触れられていない。近年で言えば、たとえば1999年土砂災害ではこの地区では被害はなかった。
『中国新聞』報道によると、
- 旧安佐郡佐東町時代である昭和40年代前半（1960年代後半）には、広島都市圏の拡大にともない、すでに山際に住宅が集まっていた。つまり無秩序な開発を規制する都市計画法が成立する前に開発が進んでいた[86]。広島の都市計画の歴史において郊外で急激に都市化が進んだ地として"YGS"（安古市・祇園・佐東＝八木・緑井）とくくられている[87]。
- 南東側はたびたび氾濫の危険にあった太田川があったため、新興住宅地として川側よりも安全だと思われていた山側に宅地が選ばれた[86]。
- 1965年に八木ヶ丘団地に土地を購入した人物は、「郊外でどんどん土地が造成されて早く買わないと自分たちの土地がなくなると思った」と回想しており、実際八木ヶ丘団地は手頃な価格であったことから売れ行きは好調だった[86]。
- 都市計画法施行にともない、1971年に県都市計画地方審議会によって市街化区域と市街化調整区域の区分けが行われた。この時点で山際の住宅は市街化区域に指定、つまり住宅化が容認されたことになる。佐東町は1973年に広島市と合併するがそのままであった[86]。
- ただ住民は、団地内に巨石が落ちてきたことや、山から滝のように水が出たこと、大雨が降った時には石の転がるすごい音が聞こえていたなどの予兆は体験していた[86]。

また（少なくとも2015年までの）都市計画法では、市街化区域内の1,000m2未満の土地は行政許可はいらず調整池などの規制はなく手続きが簡単であるという、いわゆる「ミニ開発」という抜け道が許容されていた。八木や緑井の山側はまさ土（下記参照）という宅地造成しやすい土壌であったこともあり、ミニ開発が進んだ側面もある。

### 災害伝承と報道
八木には「蛇王池物語」という伝説がある。関ヶ原の戦いのあとに廃城となるまで、現在の安佐南区には安芸香川氏の八木城があった。城主香川光景のころ、香川勝雄なる剛勇の士が、阿武山の中迫という場所にいた大蛇を退治すると、その大蛇の首が転がり落ち血が川のように流れ、ついに沼ができて首が沈んでいったという言い伝えである。八木三丁目には蛇王池の碑が建立されている。地元小学校のホームページなどでも紹介されているが、災害以前まではあくまで伝説として紹介され、災害との関連性には触れられていなかった。
これについて災害発生当時以下のように報道された。
- 8月26日情報番組『とくダネ!』報道によれば、かつて一帯が「蛇落地悪谷」（じゃらくじあしだに）と呼ばれていたと住民の1人は話し、別の住民は「蛇が降るような水害が多かったことから、悪谷と呼ばれていたそうだ」と話した[90]。
- 8月27日付『産経新聞』コラム『産経抄』にも同様の内容が掲載された[91]。
- 9月4日付『THE PAGE』では、『とくダネ!』の「蛇落地悪谷」報道を紹介し、蛇落地から「上楽地」に替わったと報道された。上楽地の地名は古い地図では昭和40年代まで残り、浄楽寺の先代住職が蛇落地伝説を伝承し、地域の小学校の記念誌にも寄稿していることが報じられた[25]。
- 9月22日放送『NNNドキュメント 山津波 宅地開発の死角 広島土砂災害の教訓』（広島テレビ放送製作）では、大蛇の首が落ちた地を「蛇落地」と呼び、のちに「上楽地」に変わったと報じられた[92][93]。

なお広島市郷土資料館や安佐南区役所は、報道に対し「蛇落地」「悪谷」が存在したことを示す資料はないと回答している。「上樂地」の地名は1897年（明治30年）ごろ、1925年（大正14年）、1977年（昭和52年）の旧陸地測量部（現・国土地理院）の地形図で確認することができる。今回最大の土砂災害が起きた八木三丁目県営緑丘住宅周辺は上楽地ではなく「小原」と呼ばれていた。
これらの報道があった後である9月22日から10月3日に行われた市による安佐南区・安佐北区被災地住民アンケートで、祖先の言い伝えとして蛇に関することを回答したものもいる。
- 八木の阿武山にはオロチがいて、太田川に水を飲みに来る[77]（ヤマタノオロチ#解釈も参照）。
- 八木の龍華寺は蛇伝説があり、蛇は川とつながりがある[77]。
- （長束の）平原地区では昔「ジャヌケ」があった[77]。
- 昔大きな災害があり「蛇抜け」と呼ばれる地区がある[77]。
- 50年から100年に一度蛇抜けがあるので気をつけること[77]。

また緑井八丁目上組は昔「植竹」と呼ばれており、これも土砂災害に関連する地名であると指摘されている。植竹の地名は1925年（大正14年）旧陸地測量部地形図で確認することができる。ここには「1804年夏に緑井村植竹山の土砂崩れで八木用水が埋もれた」という記録が残っており、緑井八丁目が少し台地状になっているのは土石流の堆積によって形成されたと考えられている。

### 地山と流出土砂

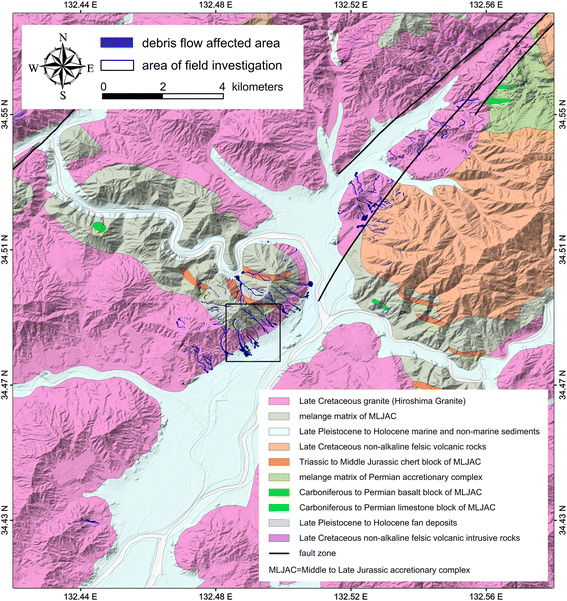
被災地周辺の地質分布。赤が広島型花崗岩、橙が高田流紋岩、鼠色が付加体、中央付近の横方向の細い区域は付加体チャートブロック。

広島県は県域の70%を山地が占める。地形を大別すると、中国山地を北域として高位である中国脊梁面－中位の吉備高原面－下位の瀬戸内面の3つからなる。広島湾周辺を中心とした県西部に見られる傾向として、南西から北東方向、つまり右肩あがりで山列・断層谷が発達し、3つの地形が階段状に形成され、平野部が少ないという特徴がある。1999年災害、2014年災害の被災地が右肩上がりなのはこうした地形的特徴に起因する。
また広島県は土砂災害危険箇所数が約3万2,000か所と全国で飛び抜けて多い県である事実がある。その理由としては、平野部が少ないため山裾ギリギリまで宅地開発してきた点が挙げられる。もうひとつの理由として、県土の48%を「広島型花崗岩」が占め、瀬戸内海式気候であることから花崗岩の風化が進行しやすいため、その風化残留土であり土砂災害に弱い「まさ土」が生まれやすい環境にある点が挙げられる。
今回の被災地一帯も白亜紀の広島型花崗岩が大部分を占める。この花崗岩の上部に、太田川中流域－阿武山－三篠川流域と北西から南東方向に沿ってジュラ紀の付加体（変成岩のホルンフェルスやチャートなどの堆積岩）、可部の白木山周辺から北東に向かって白亜紀の高田流紋岩が分布、さらに右肩上がりに断層帯が存在しており、比較的複雑な地形である。この土砂災害の大部分が広島型花崗岩起源のまさ土によるものであるため広島特有の問題と報道された が、それ以外である付加体斜面での規模の大きなものや高田流紋岩のものも発生している。
この土砂災害では土石流が多かった。非常に強い雨が降ったため地中に浸透する前に地表を流れて渓流に流れ込んで土石流が発生した、特に規模の大きなものは先行降雨によって地山に地下水が飽和していたところへ非常に強い雨が降ったため被圧された地下水が土砂や岩を押し出した表層崩壊と考えられている。
| -          | 土石流 | がけ崩れ | 計  |
| ---------- | ------ | -------- | --- |
| 安佐北区   | 39     | 20       | 59  |
| 安佐南区   | 67     | 36       | 103 |
| その他の区 | 1      | 3        | 4   |
| 合計       | 107    | 59       | 166 |

## 行政側の不備

### 砂防ダム未整備と保安林未指定
1999年広島での土砂災害のときに大きな問題となったのが、新興住宅地での土石流被害であった。これは、広島市自体が平野部が狭いためニュータウンを整備する際に山裾ギリギリまで宅地造成していたにもかかわらず、砂防堰堤など砂防施設が整備されていなかったことによるものである。これを機に国土交通省直轄による砂防施設整備が始まり、国交省および県によって砂防施設の整備が行われ、2000年以降に開発されたニュータウンでは砂防施設をあらかじめ設置したうえで宅造が行われるケースが増えていた。この災害当時でも砂防施設が整備されていた場所では人的・物的ともに被害を抑えられている。
ただこの災害では砂防施設が設置されていないところで大きな被害が発生した。特に多数の被害を出した安佐南区八木では国が砂防施設整備を進めていた が、当地が多数の古墳や遺跡がある地点であること に加えて国の予算の問題で工事がなかなか進まず、当時2基が工事中であったものの完成したものは1基も存在していなかった。
緑井では斜面で保安林指定がされていたが八木では大半の斜面で指定されていなかったため、適切な森林管理や（県農林水産局管轄の）治山ダムなどの地山保全施設整備が行われていなかったと指摘されている。当地にはもともとアカマツが植えられていたが松くい虫で枯れたため、災害発生当時はマツより根張りによる土砂止効果が薄いシラカシなど常緑広葉樹が植えられていた。ただし、別の研究では樹木の根系補強による土砂止機能自体は効果が薄いという結果があること、何より植生は他の土砂災害発生事例と比べて特別悪い状況ではなかったという意見もある。
この被災地一帯には土石流危険渓流は約190か所あった。うち、砂防ダム・治山ダムが設置されていた渓流は34か所ほどで、全体の2割程度しか整備されていなかったことになる。

### 警戒区域指定
1999年広島での土砂災害を機に、土砂災害警戒区域等における土砂災害防止対策の推進に関する法律、いわゆる「土砂災害防止法」が成立する。2000年代に入ると行政は「土砂災害ハザードマップ」を作成、インターネットが身近なものになり始めた当時の試みとして「広島県防災情報システム」をネット上に公開し、県内のハザードマップすべてを閲覧できるサービスを始めた。また同時に「土砂災害特別警戒区域（レッドゾーン）」「土砂災害警戒区域（イエローゾーン）」を指定し、危険度の高い地域は居住および建築制限を設けていた。ここで留意すべきこととして、土砂災害危険箇所の指定には法的規制はないが、警戒区域の指定には土砂災害防止法による法的手続きを踏む必要があるという点がある。
当時（改正前）の土砂災害防止法の下での警戒区域指定にはいくつか問題点があった。まず基本指針に基づき5年ごとに警戒区域指定の前段階として基礎調査を行うと定められていたが、その箇所は私有地が多いため土地所有者との交渉などに時間がかかり、自治体側の調査費用の問題もあって、基礎調査の段階からなかなか進まなかった。また法律的には指定に住民合意は必要なかったが、住民の理解を得るために自治体判断で住民への説明が行われていたものの、指定箇所の改修にともなう住民側の金銭的負担や、指定されたことで地価が下がるとして反対する住民もいるため、その交渉にも時間がかかっていた。
こうした状況から災害発生時点で、広島県内では4割弱しか警戒区域の指定がされていなかった。今回の災害時点で被害が起きた地区のうち、警戒区域の指定が行われていたのは可部のみであった。もっとも大きな被災地となった安佐南区八木・緑井では、当時土砂災害危険箇所が図示されたハザードマップは公開されていたが、警戒区域の基礎調査を終えて県による住民説明会を準備していたところであった。

### 避難勧告
この災害では、土砂災害の発生が20日3時過ぎから4時ごろにかけて起こったにもかかわらず、最初の避難勧告発令が安佐北区で4時15分、安佐南区で4時30分と、避難勧告などの遅れが大きな問題とされた。
以下、広島市において最初の避難勧告が出されるまでの気象庁気象警報などの情報と、参考としてウェザーニューズ（WNI）が広島市消防局に提供した情報 を示す。なお上記の通り、当日の降雨は、前半が19日19時ごろ - 24時ごろに広島市西部から市中心部、後半が20日0時以降に安佐南区・安佐北区と2つの降雨からなり、土砂災害の原因となった豪雨は20時1時半から4時ごろまで降ったことに注意されたい。
| | 気象警報 | 気象警報 | WNI |                 |
| --- | --- | --- | --- | --------------- |
| 19日16時03分                                                                                                 | 気象庁 | - 大雨警報 - 洪水警報 - 雷注意報                                                                                      | - | [ 125 ]         |
| 19日21時26分                                                                                                 | 気象庁 | - 大雨警報（土砂災害・浸水） - 洪水警報 - 雷注意報                                                                    | - | [ 125 ]         |
| 19日22時28分                                                                                                 | 気象庁 | 大雨と落雷に関する 広島県気象情報 第1号 - 19日夜遅くにかけ大雨となる恐れ - 南部北部とも40mm/h - 南部北部とも100mm/24h | - | [ 126 ] [ 127 ] |
| 19日23時08分                                                                                                 | - | - | 雨は少しずつ弱まっている。 あと1時間程度で雨雲も抜ける見込み。                                               | [ 122 ]         |
| 19日23時24分                                                                                                 | - | - | 市中央部で積算雨量80ミリに達し、レベル3に。                                                                  | [ 122 ]         |
| 19日23時33分                                                                                                 | 気象庁 | - 大雨警報（土砂災害） - 洪水警報は解除 - 雷注意報                                                                    | - | [ 125 ]         |
| 20日00時43分                                                                                                 | - | - | 北西部、西部でレベル2。 積算雨量が増えるためにさらにレベルが上がる見込み。 注意必要。                        | [ 122 ]         |
| 20日00時56分                                                                                                 | - | - | 南西部で積算雨量80ミリ超過。レベル3に。 北西部、西部で激しい雨の見込み。警戒必要。                           | [ 122 ]         |
| 20日00時57分                                                                                                 | 気象庁 | - 大雨警報（土砂災害） - 雷注意報 - 洪水注意報                                                                        | - | [ 125 ]         |
| 20日01時15分                                                                                                 | 気象庁 広島県                                                                                                | 広島県土砂災害警戒情報 第1号 - 広島市全域                                                                             | - | [ 125 ] [ 128 ] |
| 20日01時21分                                                                                                 | 気象庁 | - 大雨警報（土砂、浸水） - 洪水警報 - 雷注意報                                                                        | - | [ 125 ]         |
| 20日01時29分                                                                                                 | - | - | 積算雨量が大きくなり、レベル4、5になる可能性。 警戒必要                                                      | [ 122 ]         |
| 20日01時30分ごろ、土砂災害地で豪雨が始まる。                                                                 | | | |                 |
| 20日01時35分                                                                                                 | 気象庁 広島県                                                                                                | 広島県土砂災害警戒情報 第2号 - 広島市全域 - 大竹市 - 北広島町                                                         | - | [ 125 ] [ 128 ] |
| 20日01時35分、広島市災害警戒本部、佐伯区・安佐南区・安佐北区災害警戒本部設置                                 | 20日01時35分、広島市災害警戒本部、佐伯区・安佐南区・安佐北区災害警戒本部設置                                 | 20日01時35分、広島市災害警戒本部、佐伯区・安佐南区・安佐北区災害警戒本部設置                                          | 20日01時35分、広島市災害警戒本部、佐伯区・安佐南区・安佐北区災害警戒本部設置                                 | [ 128 ]         |
| 20日01時49分                                                                                                 | 気象庁 | 大雨と落雷に関する 広島県気象情報 第2号 - 20日明け方まで土砂災害に警戒 - 南部北部とも70mm/h - 南部北部とも120mm/24h   | - | [ 126 ] [ 129 ] |
| 20日01時57分                                                                                                 | - | - | 南西部で積算雨量が100ミリ超過。レベル4に。 朝4〜5時ごろまで強い雨の見込み                                    | [ 122 ]         |
| 20日02時36分                                                                                                 | - | - | 積算雨量の基準値超過。 中央部、北西部でレベル4、南西部でレベル5。 警戒必要。                                 | [ 122 ]         |
| 20日03時すぎから、土砂災害が発生。                                                                           | | | |                 |
| 20日03時04分                                                                                                 | - | - | 中央部、北西部でレベル5。 ピーク過ぎたがあと1時間程度雨脚強い。                                              | [ 122 ]         |
| 20日03時19分                                                                                                 | - | - | 西区、安佐南区、安佐北区を中心に あと1時間程度雨脚強い状況。                                                 | [ 122 ]         |
| 20日03時20分                                                                                                 | 気象庁 国交省                                                                                                | 根谷川はん濫警戒情報 第1号                                                                                            | - | [ 126 ]         |
| 20日03時21分、「山本で2人が生き埋めになっている」と119番通報                                                 | 20日03時21分、「山本で2人が生き埋めになっている」と119番通報                                                 | 20日03時21分、「山本で2人が生き埋めになっている」と119番通報                                                          | 20日03時21分、「山本で2人が生き埋めになっている」と119番通報                                                 | [ 130 ]         |
| 20日03時26分                                                                                                 | 気象庁 | 広島県竜巻注意情報 第1号                                                                                              | - | [ 126 ]         |
| 20日03時30分、広島市災害対策本部設置、安佐南区・安佐北区災害対策本部設置、佐伯区災害警戒本部継続             | 20日03時30分、広島市災害対策本部設置、安佐南区・安佐北区災害対策本部設置、佐伯区災害警戒本部継続             | 20日03時30分、広島市災害対策本部設置、安佐南区・安佐北区災害対策本部設置、佐伯区災害警戒本部継続                      | 20日03時30分、広島市災害対策本部設置、安佐南区・安佐北区災害対策本部設置、佐伯区災害警戒本部継続             | [ 131 ] [ 130 ] |
| 20日03時30分、「緑井八丁目で1人が土石流で流されて不明」と119番通報。以降土砂災害の通報と救助要請の電話殺到。 | 20日03時30分、「緑井八丁目で1人が土石流で流されて不明」と119番通報。以降土砂災害の通報と救助要請の電話殺到。 | 20日03時30分、「緑井八丁目で1人が土石流で流されて不明」と119番通報。以降土砂災害の通報と救助要請の電話殺到。          | 20日03時30分、「緑井八丁目で1人が土石流で流されて不明」と119番通報。以降土砂災害の通報と救助要請の電話殺到。 | [ 130 ]         |
| 20日03時32分                                                                                                 | 気象庁 | - 大雨警報（土砂、浸水） - 洪水警報 - 雷注意報                                                                        | - | [ 125 ]         |
| 20日03時40分                                                                                                 | 気象庁 広島県                                                                                                | 広島県土砂災害警戒情報 第3号 - 広島市全域 - 大竹市 - 北広島町 - 安芸高田市                                            | - | [ 125 ]         |
| 20日03時49分                                                                                                 | 気象庁 | 広島県記録的短時間大雨情報                                                                                            | - | [ 126 ]         |
| 20日04時ごろ、土砂災害地の降雨が小康。                                                                       | | | |                 |
| 20日04時15分、安佐北区に避難勧告。対象は大森、可部、亀山の一部、可部南、三入、三入東。                       | 20日04時15分、安佐北区に避難勧告。対象は大森、可部、亀山の一部、可部南、三入、三入東。                       | 20日04時15分、安佐北区に避難勧告。対象は大森、可部、亀山の一部、可部南、三入、三入東。                                | 20日04時15分、安佐北区に避難勧告。対象は大森、可部、亀山の一部、可部南、三入、三入東。                       | [ 132 ]         |
| 20日04時20分                                                                                                 | 気象庁 国交省                                                                                                | 根谷川はん濫発生情報 第2号                                                                                            | - | [ 126 ]         |
| 20日04時30分、安佐南区に避難勧告。対象は梅林、緑井、八木、山本。                                             | 20日04時30分、安佐南区に避難勧告。対象は梅林、緑井、八木、山本。                                             | 20日04時30分、安佐南区に避難勧告。対象は梅林、緑井、八木、山本。                                                      | 20日04時30分、安佐南区に避難勧告。対象は梅林、緑井、八木、山本。                                             | [ 132 ]         |

当時の資料によると、市は19日からの降雨のため、まず水防対応に追われていた。WNIの情報でも20日1時以降も市西部の情報が続いている。119番通報は、20日0時台は2件（うち豪雨に起因する通報0件）、1時台5件（豪雨0件）、2時台23件（豪雨18件）、3時台110件（豪雨108件）である。土砂災害の最初の119番通報は20日3時21分だった。
市は、20日1時15分に広島地方気象台（気象庁）・広島県合同発表「広島県土砂災害警戒情報 第1号」の時点で避難勧告を出せば被害を抑えられたとして批判された。この時点で県は市に対して避難勧告を促したものの、市は雨が小康状態となったため勧告せず先送りにしている。また大量の河川情報がFAX内にデータとして蓄積して印刷排出が遅れたため、20日1時49分気象庁発表「広島県気象情報 第2号」を市は遅れて受け取っていたという失態も発覚した。
広島県土砂災害警戒情報発表を受けて、市消防局は土砂災害に関する注意喚起（避難準備情報）を20日1時32分に防災情報メール、20日1時41分に防災行政無線で2度にわたり配信したが、のちの市による被災地住民アンケートで75%（660人中）が「受け取っていない」「知らない」と回答している。
『朝日新聞』や『毎日新聞』は、WNIから大雨の情報を受け取りながら市は避難勧告が遅れたとして批判的な記事を書いている。ただし『毎日新聞』と『産経新聞』には、WNIは20日1時50分付で「2時以降4時までの1時間雨量は1ミリ以下」というピンポイント予報を出していたという報道がされており、これは土砂災害地で豪雨が降っていた時間帯である。『毎日新聞』にはさらに、WNIは急変を知らせる目的でそれから7分後にあたる20日1時57分に電話をかけたと報じている。
この災害を受けて広島市は「8.20豪雨災害における避難対策等検証部会」を設置、そこでさまざまな検証が行われた。検証部会による避難勧告を発令する時間の検証は以下の通り。
- 1999年土砂災害を受けて2000年に広島市地域防災計画を作成しており、これが避難勧告を発令する判断基準のマニュアルであった[137]。
- 地域防災計画に沿って対応した場合、勧告が必要であると判断できたのは20日3時15分ごろになる[138]。
  - そこから地域防災計画に沿って避難所開設の準備などを行っていくと勧告は4時過ぎになる。そのため当時の対応はやむを得なかったと言えるが、適切であったとはいえない[138][139]。
- 地域防災計画に沿わず気象情報の分析のみで対応した場合、勧告が必要であると判断できたのは20日2時30分ごろになる[139]。
  - これを元に勧告を出せば土砂災害はある程度回避できた可能性がある。ただし土砂災害被災地では1時30分ごろから豪雨が始まり、2時ごろには道路が川のようになっていたため、この時点で勧告を出したとしても避難行動中に被災した可能性がある[139]。
- もっとも安全に避難が出来る状態で勧告を出せたとすると、19日21時26分大雨警報（土砂災害）発表時になる[139]。
  - ただしこのタイミングではのちに豪雨に発展するとは見込まれていなかった。また安易な勧告は危機管理の問題から避けるべきである[139]。

以上より、検証部会は当時の市の防災体制下においては最適な時間を示すことは難しいと結論づけた。これに対し、地元紙『中国新聞』は「玉虫色の結論」と報じている。

## 被害

### 人的被害
以下、人的被害を、全体が2015年1月作成広島県広報資料による、犠牲者の詳細地区のみ2014年12月26日現在広島市災害対策本部資料によるもので示す。すべて広島市内になる。なおこれらの数字は資料によって若干異なることに注意（広島市災害対策本部2014年12月26日現在の資料）。
| -        | -      | 死者 | 死者                                 | 行方 不明 | 重傷 | 軽傷 | 計  |
| -------- | ------ | ---- | ------------------------------------ | --------- | ---- | ---- | --- |
| 安佐北区 | 大林   | -    | -                                    | -         | 01   | -    | 001 |
| 安佐北区 | 三入南 | 01   | - 二丁目(1)                          | -         | -    | 01   | 002 |
| 安佐北区 | 可部   | 01   | - 大字桐原(1)                        | -         | -    | 02   | 003 |
| 安佐北区 | 可部東 | 04   | - 六丁目(3) - 二丁目(1)              | -         | 02   | 07   | 013 |
| 安佐南区 | 八木   | 52   | - 八丁目(2) - 四丁目(9) - 三丁目(41) | -         | 01   | 19   | 072 |
| 安佐南区 | 緑井   | 14   | - 八丁目(4) - 七丁目(10)             | -         | 04   | 07   | 025 |
| 安佐南区 | 山本   | 02   | - 八丁目(2)                          | -         | -    | -    | 002 |
| 合計     | 合計   | 74   | 74                                   | 0         | 08   | 36   | 118 |

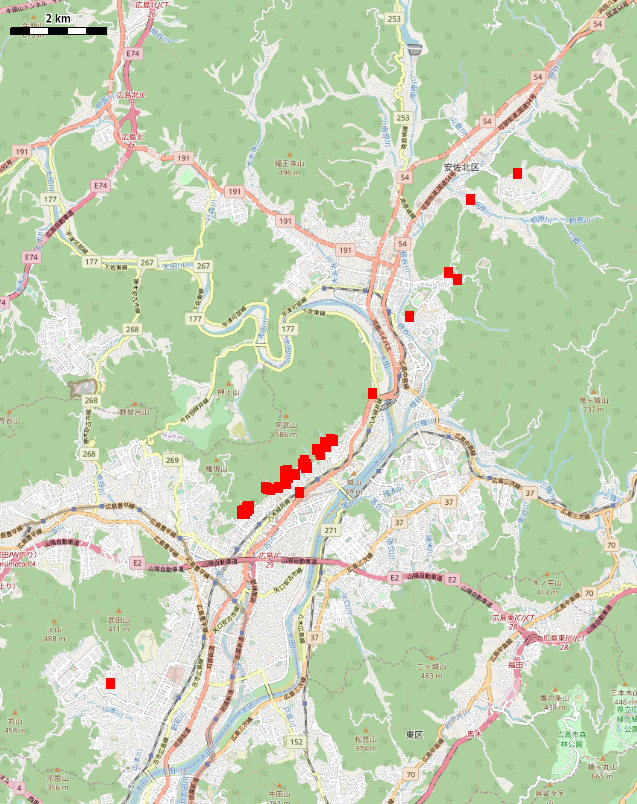
内閣府が作成した資料 に基づく犠牲者が被災した位置

死者数はどの資料でも同じである。以下、死者に関して報道および現地聞取から内閣府・総合的な土砂災害対策検討ワーキンググループが統計的にまとめた資料 を中心に列挙する。
- 国土交通省発表によると土砂災害による人的被害としては過去30年間の日本で最多であり、1983年7月に島根県西部で87人が死亡・行方不明となった豪雨（昭和58年7月豪雨）による土砂災害以来のこととなった[16]。
- 死者の数は1999年に同県で発生した6.29豪雨災害を上回り、1市町村レベルでは1982年長崎大水害での長崎市262人以来のこととなった[143]。
- 内閣府資料によると73人が土砂災害で1人のみ洪水災害[143]、県資料では全員土砂災害で亡くなっている[73]。
- 屋内被災は68人（91.9%）、屋外が6人と、ほぼ屋内で被災している。屋外被災のうち3人が避難中、2人が防災行動中のことである[143]。
  - 屋内死者のほとんどが山嶺直下で最初に土石流が到達しかつ倒壊・流失した家屋で犠牲になった[143]。
  - 桐原（とげ）の犠牲者は自治会集会所に避難したにもかかわらず土石流で死亡した。桐原の住民は災害があった場合集会所へ避難すると考えていたものが多かったが、その集会所はこの災害以前に広島市が土砂災害時の避難所には適さないと判定を下しており、自主防災に関して新たな問題点も浮かび上がった。なおその犠牲者の自宅は隣にあり同様に全壊している[144]。
  - 東日本大震災を経て2013年災害対策基本法改正を機に、各自治体は自力避難が困難な要配慮者のリスト作成を義務づけられており、リスト入りした要配慮者に関してはどう避難させるか一人ひとりあらかじめプランが用意されていた。ただ、この災害では要配慮者でありながら健常者と同居していたためリストの対象から外れた人物が、その健常者と2人ともに土石流で死亡している[145]。
  - 災害発生当日に可部東六丁目で安佐北消防署の消防隊員が救助中の二次災害で殉職している。ベテラン消防隊員で幼児を救出中に二次災害を警戒しながらセオリー通りの行動をとっていたが、豪雨が過ぎてから発生した土石流の第2波が倒壊した家屋によって流れが変わって2人の背後から襲い、2人とも死亡した[19][146][147]。
- 65歳以上の割合（高齢化率）は40.5% [143]。
  - 2004年から2013年の全国での土砂災害犠牲者における65歳以上割合は56.3%であることから、この災害では全国値よりも低くなっている[143]。
  - 2014年当時での広島市の高齢化率は22.3% [148] であるため比較的高齢者が犠牲になっている（安佐南区八木・緑井18.7%[70]、安佐北区可部・大林・三入・桐原地区30.9%[72]）。

74人の死者とは別に、八木三丁目で被災し死亡した妊婦の胎内にいた胎児1体も犠牲になっている。なお、犠牲になった胎児には、母方の祖父母によって名前が与えられた。八木四丁目の妊婦は被災日の午前1時ごろ陣痛が始まったが豪雨のため外出を控え、朝になって濁流を避けて病院へ向かい無事出産したという例もある。
これに加えて災害関連死に認定されたのは以下の通り。
- 2015年3月に入院中の病院で肺炎により亡くなった安佐北区の人物[151]
- 2015年1月に入院中の病院で敗血症により亡くなった安佐南区の人物[152]
- 2015年11月に入院中の病院で肺炎により亡くなった安佐南区の人物[5]

これらを含めた死者は77人になった。
一方で、この災害では土石流の流れから外れることができれば人的被害が軽減したケースが多く、最上流部に家がありながら流れがそれて助かった者や、隣家や自宅の2階に避難したことで難を逃れた者がいる。

### 物的被害

#### 家屋

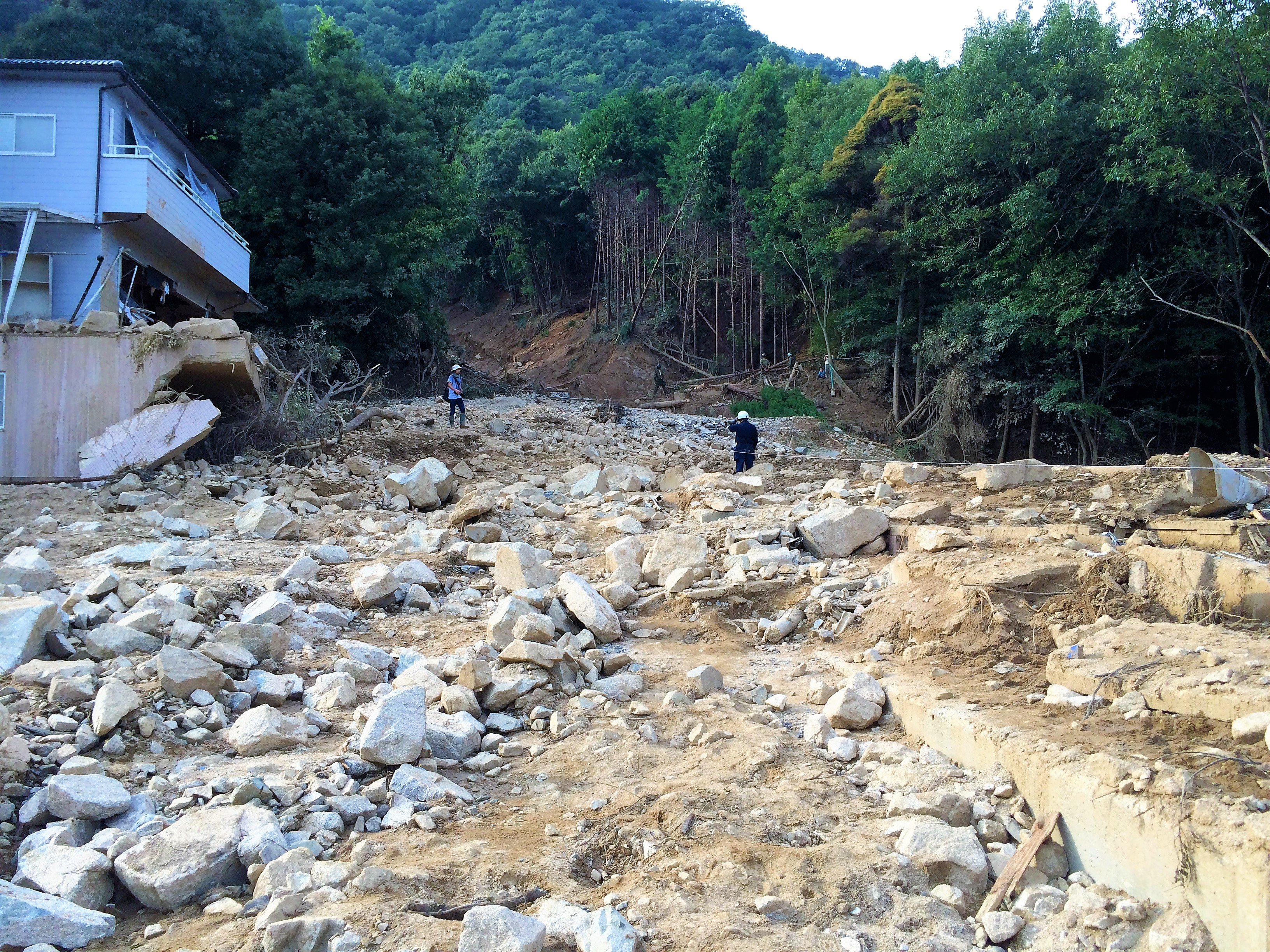
八木三丁目光廣神社背後の土石流流入地点。右側に3軒あったが完全に破壊されている。

以下、家屋被害を2015年1月作成広島県広報資料によるもので示す。なお上記と同じく、資料によって若干異なることに注意。
| 地区名     | 地区名     | 全壊 | 半壊 | 一部損壊 | 床上浸水 | 床下浸水 | 計    |
| ---------- | ---------- | ---- | ---- | -------- | -------- | -------- | ----- |
| 広島市     | 安佐南区   | 100  | 84   | 92       | 968      | 2,035    | 3,279 |
| 広島市     | 安佐北区   | 32   | 38   | 72       | 330      | 758      | 1,230 |
| 広島市     | 中区       | 0    | 0    | 1        | 0        | 0        | 1     |
| 広島市     | 西区       | 1    | 0    | 7        | 2        | 18       | 28    |
| 広島市     | 安芸区     | 0    | 0    | 1        | 0        | 0        | 1     |
| 広島市     | 佐伯区     | 0    | 0    | 1        | 0        | 0        | 1     |
| 安芸高田市 | 安芸高田市 | 0    | 0    | 0        | 1        | 14       | 15    |
| 三次市     | 三次市     | 0    | 0    | 1        | 0        | 0        | 1     |
| 福山市     | 福山市     | 0    | 0    | 0        | 0        | 3        | 3     |
| 計         | 計         | 133  | 122  | 175      | 1,301    | 2,828    | 4,559 |

建物被害の多くは木造建築である。逆に、八木ヶ丘団地裏の土石流が最初に到達した龍華寺、最大の土石流現場となった県営緑丘住宅など、鉄筋コンクリート建築では土石流が直撃しても倒壊しなかった例がいくつかある。ただし県営緑丘住宅では2人亡くなっている。
9月28日までに4,696件の罹災証明書を発行した。また、被害の再調査依頼も住民から行われ、28日までに134件中95件の判定見直しが行われた。

#### 家屋以外
以下、上記と違う資料である2014年12月26日現在広島市災害対策本部資料による広島市内のみの家屋以外の被害数を示す。土砂災害数は上記のものと違うことに注意。
| 地区名   | 公共建物 官公庁等 | 神社等 | 公共土木施設 | 公共土木施設 | 公共土木施設 | 農林水産施設 | 農林水産施設 | 山がけ崩れ | その他 |
| 地区名   | 公共建物 官公庁等 | 神社等 | 道路橋梁     | 河川         | その他       | 田畑         | 田畑以外     | 山がけ崩れ | その他 |
| -------- | ----------------- | ------ | ------------ | ------------ | ------------ | ------------ | ------------ | ---------- | ------ |
| 中区     | 0                 | 0      | 0            | 0            | 0            | 0            | 0            | 0          | 0      |
| 東区     | 0                 | 0      | 0            | 0            | 0            | 0            | 0            | 0          | 3      |
| 西区     | 0                 | 0      | 21           | 2            | 3            | 0            | 0            | 12         | 7      |
| 安佐南区 | 1                 | 5      | 270          | 95           | 102          | 38           | 24           | 119        | 129    |
| 安佐北区 | 1                 | 0      | 366          | 309          | 149          | 118          | 134          | 246        | 313    |
| 安芸区   | 0                 | 0      | 0            | 0            | 0            | 0            | 0            | 0          | 0      |
| 佐伯区   | 0                 | 0      | 10           | 6            | 0            | 1            | 0            | 3          | 1      |

以下、2014年12月26日現在広島市災害対策本部資料記載分を中心にライフライン・インフラの状況を列挙する。
- 電気 : ピークは20日4時時点、安佐南区・安佐北区で最大6,900戸停電。29日19時に全復旧[54]。
- 上水道
  - 広島市 : ピークは20日16時時点、西区・安佐南区・安佐北区で最大2,662戸断水[54]。土砂流入により水道施設被災、可部の上原調整池では水道管が露出した[159]。排水管などの被害は西区己斐にまで及んだ[159]。20日から8月28日まで応急給水、10月1日17時に全復旧[54][159]。
  - 安芸高田市 : 発生は20日5時9分、八千代町向山で16戸断水。同日20時30分復旧[162]。
- 下水道 : 管路延長64キロのうち、西区2箇所・安佐南区37箇所・安佐北区9か所、計48か所で被害。12月時点では42か所が復旧完了し、残り6か所は仮復旧[54]。
- ガス : ピークは20日11時時点、西区・安佐南区で最大5戸供給停止。9月8日に全復旧[54]。
- 電話（NTT西日本） : 20日安佐南区緑井・八木の一部、安佐北区可部・三入・大林の一部で通信ケーブルの切断および電柱の倒壊折損。9月7日に全復旧[54]。
- 一般道路
  - 8月20日未明から、国道54号の広島市安佐南区八木6丁目交差点から安佐南区八木町区までの区間と安佐北区大林が、国道261号の安佐北区鈴張が通行止めとなるが、21日0時30分までに各地点ともに復旧し、通行ができるようになった[163]。
- 高速道路
  - 山陽自動車道 : 20日3時14分から広島JCT - 志和IC間通行止。同日8時に解除[54]。
  - 広島高速1号線 : 20日3時40分から山陽自動車道の通行止めにともない馬木IC - 広島東IC間通行止。同日8時に解除[54]。
- JR
  - 可部線
    - 梅林駅土砂流入、梅林駅 - 上八木駅間で線路冠水、上八木駅 - 中島駅間で法面崩壊2か所[164]。
    - 20日、可部駅 - 横川駅間で始発より運転見合わせ。24日からバスによる代行[165]。9月1日始発から全線再開[54]。

  - 芸備線
    - 安芸矢口駅 - 玖村駅間で土砂流入[164]。
    - 20日、三次駅 - 広島駅間で始発より運転見合わせ。22日始発から再開[54]。
- 広島高速交通広島新交通1号線（アストラムライン）への影響はなし。
- バス
  - 広電バス : 20日、安佐営業所、上根・吉田 - 広島市中心部間の路線で始発より運転見合わせ。9月5日始発から通常再開[54]。
  - 広島交通 : 20日、太田川橋以北の系統路線で始発より運転見合わせ。27日可部深川線・宇津可部線、9月4日桐原上原線、9月5日勝木線・大畑線・南原線・桐陽台線・大林線・高陽毘沙門線をそれぞれ始発から再開。9月9日桧山線で迂回運行開始[54]。2016年3月10日から桧山線通常再開[166]。
  - JRバス中国 : 20日、広島エリア - 鈴張・千代田・大朝方面路線で始発より運行見合わせ。21日始発から再開[54]。
  - 備北交通 : 20日、井原市駅前 - 安佐市民病院線で始発より運行見合わせ。21日始発から再開[54]。
  - 第一タクシー : 20日、筒瀬線で始発より運行見合わせ。27日始発から宮野 - 筒瀬下間で再開、9月8日始発から筒瀬下 - 八木峠間で迂回運行開始[54]。
  - ボン・バス : 20日、五月が丘線で始発より運行見合わせ。22日始発から再開[54]。
  - 広島空港リムジンバス : 20日始発から運行見合わせ。同日8時27分から再開[54]。

被害の中心だった八木・緑井は北部から市中心部への交通の要地であったことから、ほぼすべての交通機関で麻痺している。国道54号は21日には復旧しているが、片側3車線のうち1車線は緊急車両の駐車スペースなどとして用いられていたため、しばらく渋滞が発生した。土砂で軌道が埋まった可部線の緑井以北は復旧に時間がかかった。安佐北区桧山地区へ向かう広島交通桧山線は、途中大林地区の市道が土砂崩れのため通行止めとなり迂回運行していたものの、そこから通常運行に再開したのが1年7か月後の2016年3月になった。
道路は岩や土砂で塞がれ、さらに天候が回復しないままであったため復旧工事に時間がかかった。特に時間がかかったのが下水道で、下水道管など施設自体の被害は災害の規模に比べて小さかったものの、まずその上にある土砂の撤去作業が終わらないと先に進めなかったためであり、結局全復旧まで1年を要した。
八木三丁目の光廣神社は土石流到達の最上流部にあったが、境内を避けるように流れたため無事であった。それをもって鎮守の森にあるいは神に守られたと報道されている。ただし、同じく八木の細野神社では本殿を残して幣殿が被災し、拝殿が流出、権現山毘沙門堂には土砂が流入する など神社にも被災例はある。
市営火葬場5か所の中のひとつである可部火葬場も被災している。
農林水産被害総額は9月16日時点で16億円超。同じく安佐南区・安佐北区に被害が集中しているが、広島県北部の安芸高田市にも被害が出ている。

### イベント
- 20日にエディオンスタジアム広島で予定されていた天皇杯3回戦の広島 - 水戸戦が中止、代替は8月27日に同会場[176]。
- 21日
  - 広島市は児童による長崎市との交流事業中止を決定した。これは8月22日 - 24日の2泊3日で長崎市から子どもらを招き、平和学習会や市民交流をするというもので、1977年から毎年行っているが、開催自粛は初めてだった[177]。
  - 広島東洋カープは、22日 - 24日のマツダスタジアムにおける広島対阪神の3連戦において、楽器類（トランペット、太鼓など）の応援を自粛するように呼びかけ[178]、22日の試合開始前に、半旗を掲揚、両チームの選手はユニフォームに喪章をつけ、犠牲者への哀悼の黙祷を行った[179]。
- 22日、千葉市消防局は27日開催予定だった全国消防救助技術大会の中止を決定した。理由は「現在も緊急消防援助隊を含めた多くの消防職員が災害対応にあたっているため」とのこと[180]。
- 23日、サンフレッチェ広島は今回の土砂災害からの復旧・復興支援のための「がんばろう広島」広島市内土砂災害義援金の募金活動[181] を、エディオンスタジアム広島を含む広島広域公園一体で、当日行われたJ1リーグ「広島対C大阪戦」前に行った。浄財は384万4,292円[182]。また試合開始前にサンフレッチェの選手は「がんばろう広島」と描かれた復興支援Tシャツを着用するとともに、犠牲者を悼み黙祷をささげた。
- 27日、マツダは9月7日に広島本社で開催予定だったイベント「LONG LIVE THE ROADSTER FAN」の中止を発表した[183]。
- 日時不詳、東友会は31日にマツダスタジアムで行われる予定であったイベント「来て観て乗ってみん祭2014」の中止を発表した[184]。

### 観光
- 国土交通省発表によると、観光への被害・影響は確認されていない[185]。

## 被災例

### 緑井七丁目周辺
安佐南区緑井七丁目では2つの土石流が発生し、合わせて10人が亡くなっている。
- この地区は1968年に保安林指定されており[118]、左側住宅地から約100メートル上流に幅約10メートル×高さ約5メートルの治山ダムが整備されていた[187][188]。ただし土砂災害警戒区域の指定はなし。
- 左側土石流
  - 災害現場には過去の堆積物がみられることから、この地では過去に土石流があったと推定されている[189]。
  - 流出土砂はまさ土のみ[187]。巨石がない代わりに流木が目立ち、その被害も出ている[188][106]。根系が露出した状況が多く、ほかと同じようにパイプフローの痕跡も多い[103]。
  - 土石流が治山ダムを乗り越えて流下した[188]。
  - 土石流が直撃し住宅を全壊している。中にはまさ土の流圧によって損壊されたような、えぐれたように破壊された家屋もある[188]。
- 右側土石流
  - 流出土砂に巨石はみられず、典型的なまさ土のみ。ここも流木が顕著である[189]。
  - 写真の土石流途中で開けている付近は墓地で、そこから下流側が宇那木神社および山王神社の境内である。これらある程度平坦な土地が、土石流の勢いをある程度低減させたと考えられている[189]。

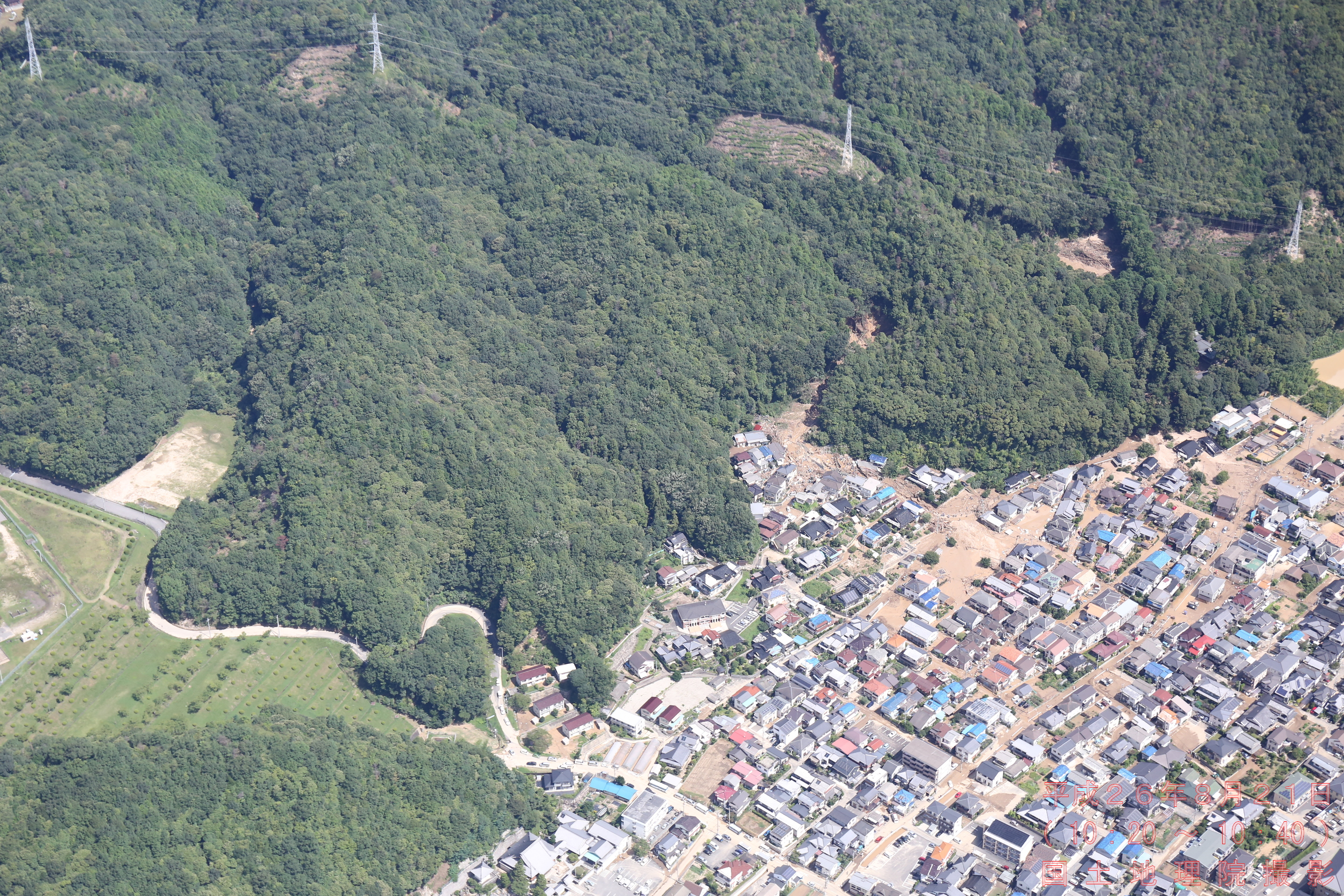
南側から撮影

### 県営緑丘住宅裏
安佐南区八木三丁目は死者41人と飛び抜けて被害を出している。その中でもっとも被害を出したのが県営住宅裏の土石流である。巨石も動かす大量の土砂が流出した土石流が複数回起こったことで被害を大きくした。
緑井八丁目（左側、死者4人）と八木三丁目（右側、死者41人）周辺。県営住宅より右が八木三丁目になる。

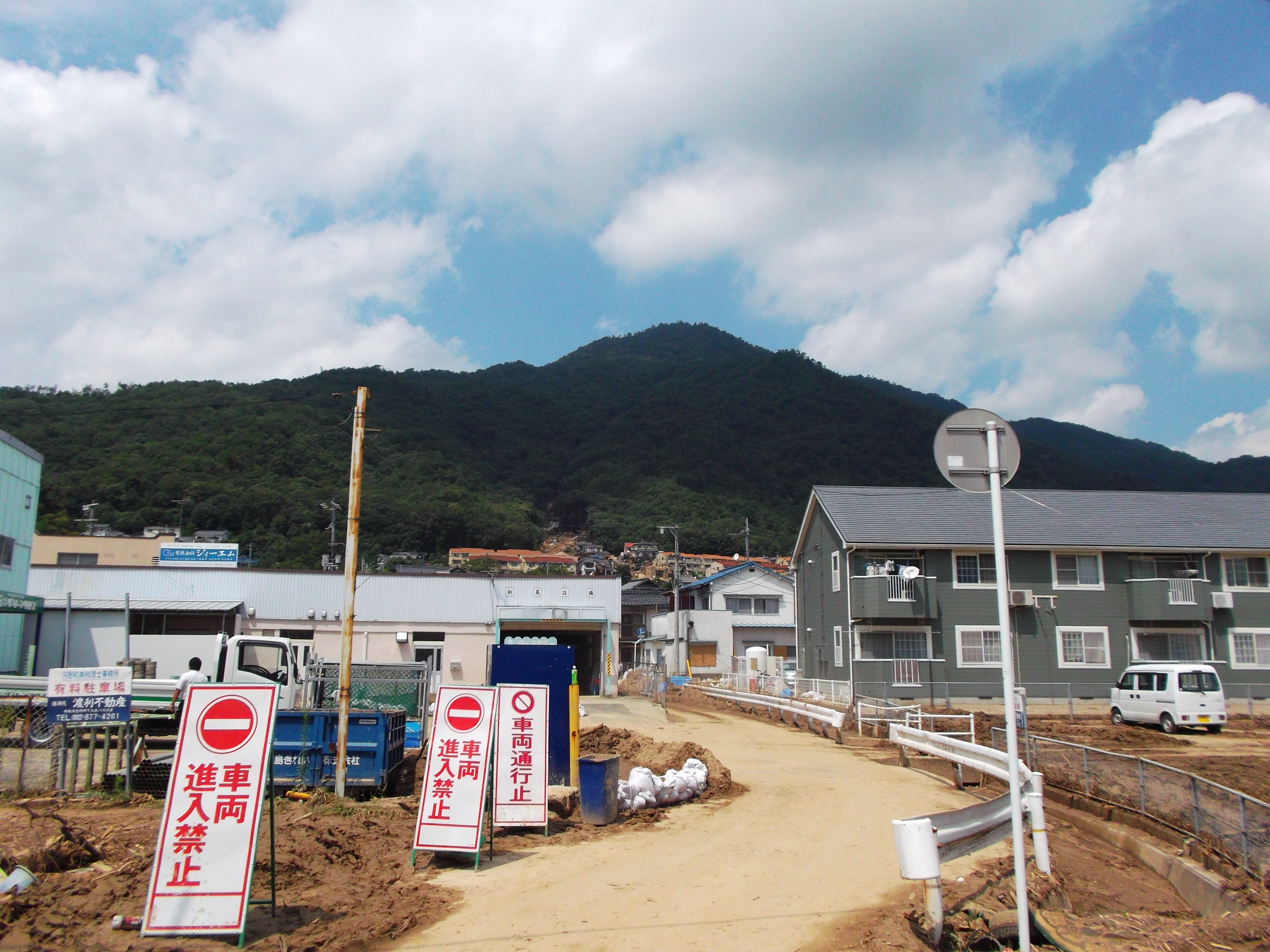
JR可部線・可部街道付近。右の溝が土砂で埋まっている。

- 本流の源頭部の標高約425メートルで渓流出口の家屋の標高約60メートル、流路長約980メートル、平均勾配約20°。これに標高約230メートル・標高約215メートルの2つの支流からも発生している。土石流が発生していない支流もある[191]。
- 土砂災害警戒区域指定なし、砂防ダムなし、保安林指定なし、流域には2か所採石場跡地[190]があった。
- 土石流は少なくとも3回発生したと考えられている。第1波は渓流出口の家屋から約130メートル上流で氾濫し、家屋手前の勾配がやや緩くなる付近で勢いを止め、家屋上流側に土砂を堆積した[192]。第2波は、第1波が作った堆積土砂の左側（南側）を通って渓流出口の家屋付近で氾濫し、県営住宅の下側（東側）に流出した[186]。第3波は、第2波が作った流路を伝って県営住宅9号棟の上流側で氾濫し、さらに下側へと流出した[186]。写真から分かる通りもともとは宅地だった。
- 土石流のシミュレーションでは、平均速度は秒速約9メートル（時速約32.4キロ）、最初の土石流発生から宅地に43秒、源頭部から宅地に96秒で達したという結果になった。土石流発生がわかったとしても、午前3時台という時間帯もあり住民の避難は困難であったと考えられている[193][193]。
- 流出土砂は大部分が花崗岩起源のまさ土と礫、一部に流紋岩や付加体の礫[194][192]。パイプフローの痕跡や水分を含んで粘土化したまさ土が流出していることから山に地下水が満たされていたことがわかり、4メートルを超える巨石が県営住宅の下側にまで流出していることから相当のエネルギーを持った土石流だったと考えられている[195][194][192]。推定流出量は3万3,000m3で、この土砂災害の中での1渓流あたりで最大の流出量であると推定されている[191]。
- 上流部に家が数件残っているがそこでは死者は出ていない[143]。鉄筋コンクリート造の県営住宅は損壊していないが[156]、入居者2人が亡くなっている[157]。
- 八木用水が土砂受けとして機能を果たしたため、泥流がこれ以上拡散しなかったと考えられている[196]。ただ泥流はその先のJR可部線・可部街道を超えて流出している[194]。地図下側のJR可部線と可部街道上の犠牲者は、その2つの下を通る用水路に土砂で埋まった状況で発見[補足 6]された[197]。JR梅林駅周辺では、泥流はさらに国道54号を超え、第一古川寸前まで到達している[196]。
- 左隣の緑井八丁目の下側は少し台地状であったためほぼ土石流被害にあっていない。ここは旧家そして梅林が多い（八木 (広島市)#名所・旧跡）特徴がある[103]。
- なお、県営緑丘住宅は復旧工事を進めながら、2015年2月21日から再入居が始まっている[198]。

### 八木ヶ丘団地裏
安佐南区八木四丁目八木ヶ丘団地裏の土石流では死者9人を出している。
八木三丁目郵政阿武の里団地（左）と八木四丁目八木ヶ丘団地（右）周辺。左の大きな駐車場より右側が八木四丁目になる。

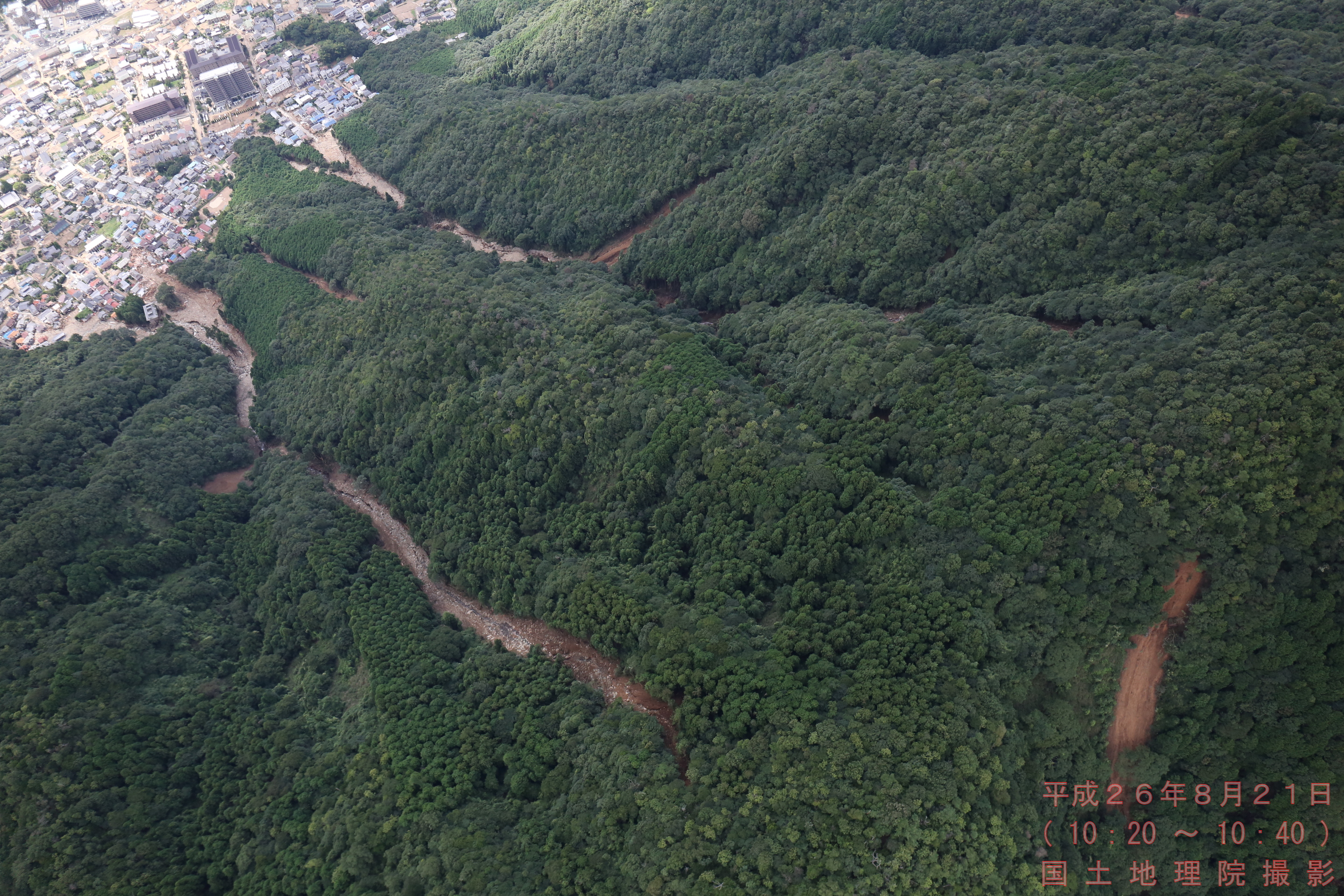
源頭部から撮影

- 砂防河川名は五反田川[98]。源頭部の標高約430メートル、源頭部からの流下水平距離約800メートル、高低差約400メートル[200][104]。
- 過去の土石流堆積物と思われる層が見つかっており、ここでは過去に土石流が発生していた[199]。
- 土砂災害警戒区域指定なし、砂防ダムなし。保安林指定はされていない[118] が、この流域には県農林が1972年に整備した高さ約9メートル×幅約44メートルの治山ダム（谷止工）があった[155]。
- 流出した岩は、泥質片岩・珪質片岩・ホルンフェルスなどの変成岩やチャートなどの堆積岩から構成された付加体堆積岩で、花崗岩はほとんどみられなかった[補足 7][106][98]。推定流出量としては、上記の県営緑丘住宅や緑井七丁目の土石流よりも少ないが[106]、巨石混じりの土石流であったため被害が大きくなった[201]。パイプフローの痕跡が多数あることから地下水が地盤を押し出したと考えられ、もともとこの渓流には岩石が転がっていた形跡があることから土石流で一緒に流れたと考えられている[104][202]。
- 治山ダムの上部が大きく破損、そのコンクリート片は下の住宅地まで流されている[200][155]。2014年空中写真で治山ダムが確認できる。
- 上端にある龍華寺の鉄筋コンクリート造の建物の損壊は小さかった[199][203]。ただそこで土石流が2方向に別れ流下、その最上流部にあった木造住宅が損壊している[199][203]。粒子の細かい土砂は可部線付近にまで到達している[203]。

### 可部東六丁目周辺
安佐北区可部東六丁目では3人が亡くなっている。どの土石流によるものか詳細は不明であるが、消防隊員が殉職した場所付近である。ここは土砂災害警戒区域（イエローゾーン）および土砂災害特別警戒区域（レッドゾーン）の指定がされていた地区である。

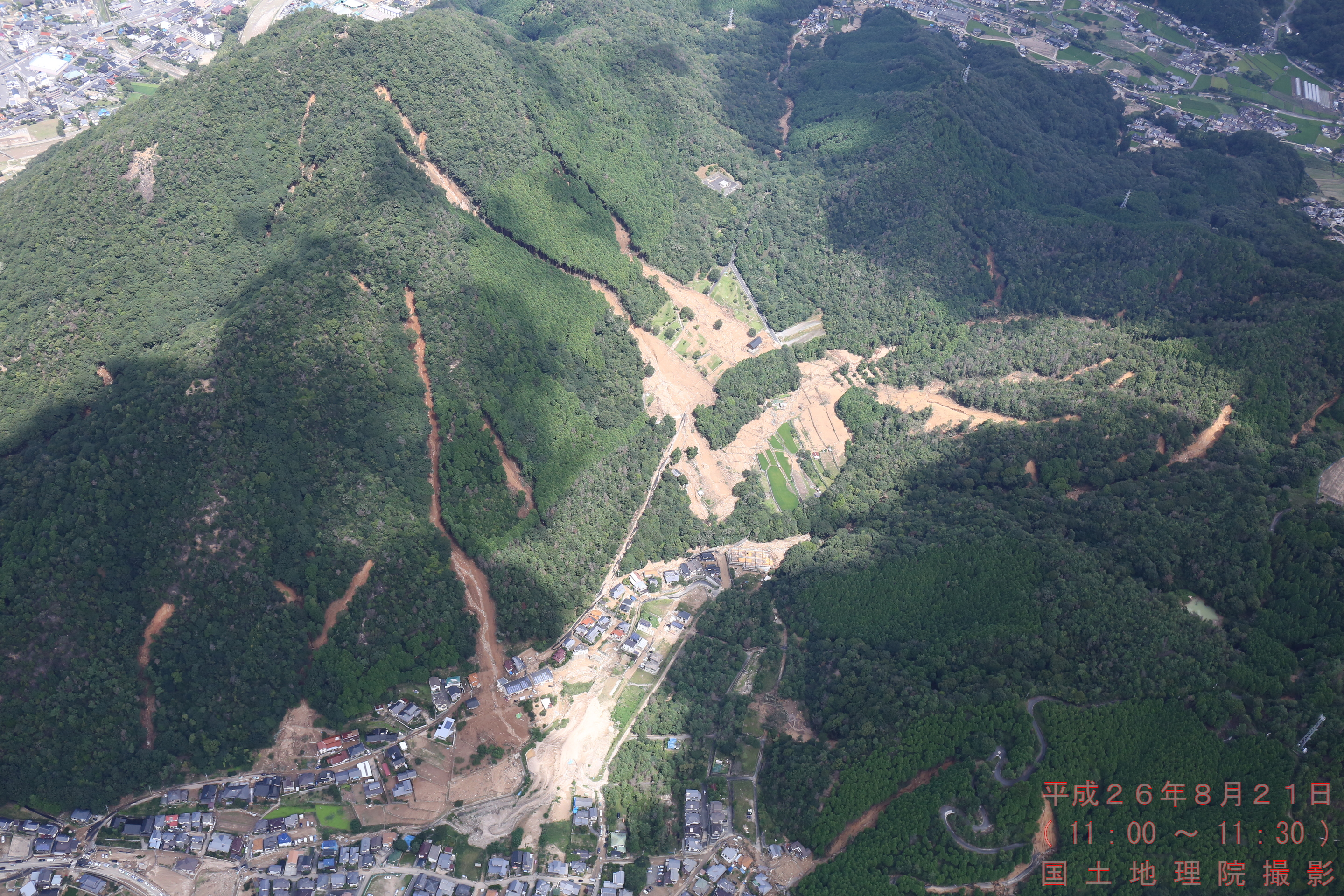

- 土石流が発生したすべての場所はイエローゾーン内にあり、適切な指定が行われていたことになる[204]。ただし、もっとも大きな土石流が発生した地点はレッドゾーン指定がされていなかった[204]。
- 流出土砂はまさ土・花崗岩[205][206]。ここでもパイプフローの痕跡が多数見つかっている[207]。2、3メートルの巨石も流出し、流木も流れ込んだ[208]。
- 特に大きな流出があった点は、上の山からの土石流と、右上のパークゴルフ場から道路を伝った土石流という2つの異なる方向から流れ込んだという珍しい現象が起きている[205][206]。
  - 2つの土石流が襲った家は新築中で基礎を残して流出している[206]。
  - 土石流が通った道路では、一部で舗装が陥没あるいは舗装が浮き上がったりと液状化現象に似た変形をしている。そこを通った水による力で変形したと考えられている[206]。2つの土石流が交わる手前の木造2階建アパートは上側の道路側が大きく損壊している[156]。
- パークゴルフ場のクラブハウスの被害は少なかった[206]。
- なおこの地区の東側（右側）が広島型花崗岩と高田流紋岩の境目になり、右の山では流紋岩主体の土石流が発生している[204][103]。

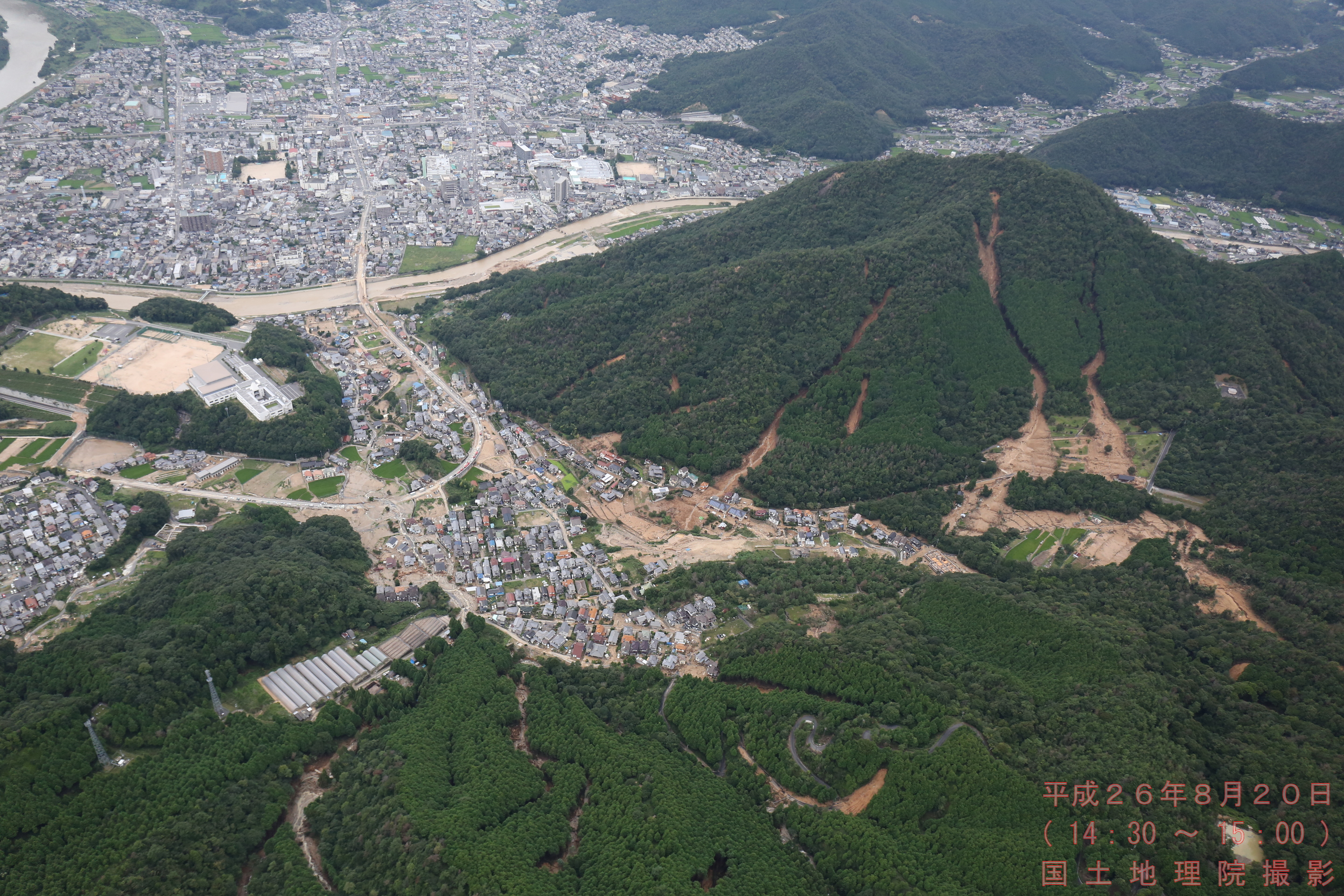
現場を東方向から撮影

### 洪水

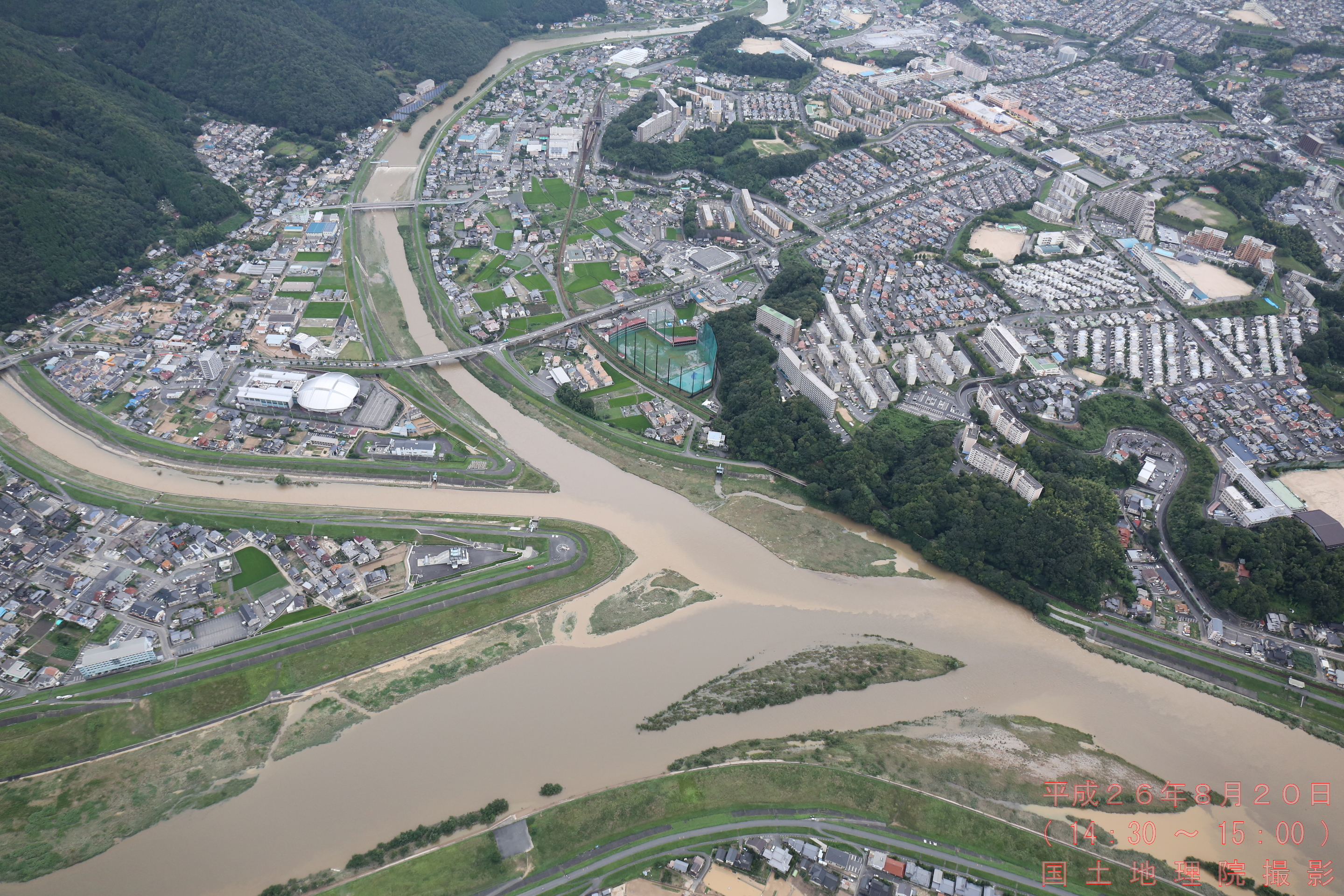
下から太田川・根谷川・三篠川。向こう側が土砂災害地の東側にあたる深川地区。

先行降雨、つまり災害が発生する前日までの降水量が少なかったため豪雨時に河川水位がどこも低い状態だったこと、集中豪雨もごく局地的に短時間に降ったことから、太田川およびその一次支川で洪水はほとんど発生しなかった。ただ、被災地を流れる太田川水系根谷川、流域面積の狭い二次三次支川では洪水が発生した。可部東一丁目付近の上原川では床上浸水など被害が顕著であった。
土砂災害が原因で洪水に発展したケースはある。八木用水や護岸そばの斜面で土石流が発生した河川では河道が閉塞される被害が多数あった。土石流が樋門・樋管の機能を破壊したため氾濫したものもある。
洪水によって大きく被災した例として根谷川の可部3丁目付近を示す。国交省太田川河川事務所発表によると、4時ごろから上流側（下写真左側）で溢水が始まった。100メートルほど護岸が破壊され、そこから濁水が道路に沿って下流側（下写真右方向）に入っていった。一方で下流側（下写真右）は土石流が発生し河道まで流入している（。

## 行政・皇室の反応

### 沿革
上記#避難勧告も参照。広島市以外の市町村対応は省略。
| 2014年   |                | |                 |
| 08月19日 | 21時26分       | 広島地方気象台（気象庁）は大雨・洪水警報（土砂災害）を発表する。                                                          | [ 125 ]         |
| 08月20日 | 01時15分       | 広島地方気象台・広島県合同、広島県土砂災害警戒情報第1号を発表する。                                                       | [ 125 ]         |
| 08月20日 | 01時15分       | 広島県は災害対策本部を設置した                                                                                            | [ 58 ]          |
| 08月20日 | 01時35分       | 広島市は災害警戒本部を設置した。                                                                                          | [ 128 ]         |
| 08月20日 | 03時すぎ、発災 | |                 |
| 08月20日 | 03時30分       | 広島市は災害対策本部を設置した。                                                                                          | [ 131 ] [ 210 ] |
| 08月20日 | 03時49分       | 広島地方気象台は記録的短時間大雨情報を発表した。                                                                          | [ 126 ]         |
| 08月20日 | 04時15分       | 広島市は安佐北区の一部に避難勧告した。                                                                                    | [ 210 ]         |
| 08月20日 | 04時20分       | 政府は、首相官邸危機管理センターに情報連絡室を設置した。                                                                  | [ 211 ] [ 212 ] |
| 08月20日 | 04時30分       | 警察庁は、災害情報連絡室を設置した。                                                                                      | [ 211 ]         |
| 08月20日 | 04時30分       | 広島市は安佐南区の一部に避難勧告した。                                                                                    | [ 210 ]         |
| 08月20日 | 06時30分       | 安倍晋三首相は、危機管理に万全を期す考えを示し、のち官邸に向かい災害に対応した。 （下記#政争参照）                        | [ 213 ]         |
| 08月20日 | 06時30分       | 防衛省は、広島県湯﨑英彦知事からの要請を受け、自衛隊員の派遣を決定した。                                                  | [ 210 ] [ 130 ] |
| 08月20日 | 06時40分       | 警視庁は、中国地方4県（鳥取・島根・岡山・山口）の県警に広域緊急援助隊派遣を指示する。                                     | [ 210 ] [ 211 ] |
| 08月20日 | 07時55分       | 広島県からの要請を受けDMATが行動開始。                                                                                    | [ 130 ] [ 214 ] |
| 08月20日 | 08時20分       | 警視庁は、大阪・兵庫の2府県警に広域緊急援助隊派遣を指示する。                                                             | [ 211 ]         |
| 08月20日 | 11時15分       | 広島県内広域消防相互応援協定に基づき、広島市から広島県各市町村の消防本部に対して、応援を要請。                            | [ 215 ]         |
| 08月20日 | 12時30分       | 総務省消防庁は大阪・鳥取・岡山・高知の計4府県の消防より緊急消防援助隊の派遣を決定した。                                   | [ 215 ]         |
| 08月20日 | 13時40分       | 政府は広島県内に現地災害対策室を設置                                                                                      | [ 210 ]         |
| 08月20日 | 16時35分       | 古屋圭司防災担当相を団長とし13機関からなる政府調査団が広島入り（21日まで）。 国・県・市による合同対策本部設置が決定する。 | [ 210 ] [ 130 ] |
| 08月20日 | -              | 内閣府と広島県は、広島市に災害救助法を適用。                                                                              | [ 6 ]           |
| 08月20日 | -              | 国土交通省は、リエゾンとTEC-FORCEの派遣。                                                                                 | [ 216 ] [ 217 ] |
| 08月20日 | -              | 経済産業省は、災害救助法の適用から被災した中小企業や小規模事業者の対策4項目を決定した。                                   | [ 218 ]         |
| 08月20日 | -              | 広島市社会福祉協議会が広島市災害ボランティア本部を設置                                                                    | [ 219 ]         |
| 08月21日 | 08時30分       | 初の合同災害対策本部本部員会議を開催。                                                                                    | [ 220 ]         |
| 08月21日 | -              | 内閣府と広島県は、広島市に被災者生活再建支援法を適用。                                                                    | [ 221 ]         |
| 08月21日 | -              | 罹災証明書公布開始 | [ 210 ]         |
| 08月22日 | 09時00分       | 政府は、非常災害対策本部を設置する。本部長は古屋防災担当相。                                                              | [ 210 ] [ 130 ] |
| 08月22日 | 09時00分       | 広島市社会福祉協議会が安佐南区・安佐北区に災害ボランティアセンターを開設。                                                | [ 210 ] [ 130 ] |
| 08月22日 | 14時00分       | 政府は、現地対策本部を広島県庁に設置する。本部長は西村康稔内閣府副大臣。                                                  | [ 210 ] [ 130 ] |
| 08月22日 | 16時02分       | 広島市は、広島県にDPAT派遣要請。                                                                                          | [ 214 ]         |
| 08月22日 | 19時30分       | 消防庁は、増援の緊急消防援助隊として島根・山口・愛媛の計3県の消防に派遣を要請した                                         | [ 215 ]         |
| 08月22日 | -              | 広島県は、義援金の受付開始。                                                                                              | [ 130 ]         |
| 08月23日 | 未明           | 72時間の壁を超えたため、現場に重機を入れる。                                                                              | [ 130 ]         |
| 08月24日 | 09時00分       | 公営住宅への入居募集の受付を開始する。                                                                                    | [ 210 ] [ 130 ] |
| 08月25日 | 10時35分       | 安倍首相現地入り及び視察。激甚災害に指定する方針を明らかにする。                                                          | [ 210 ] [ 130 ] |
| 08月25日 | 11時00分       | 広島市が行方不明者28人の氏名を公表。県警は行方不明者相談ダイヤル開設。                                                    | [ 210 ] [ 130 ] |
| 08月25日 | -              | 政府現地対策本部に被災者支援チームを設置                                                                                  | [ 210 ]         |
| 08月26日 | 14時00分       | 政府現地対策本部を広島県庁から広島市役所に移す。                                                                          | [ 130 ]         |
| 08月26日 | -              | 国・県・市による応急復旧連絡会議を設置。                                                                                  | [ 210 ] [ 130 ] |
| 08月31日 | 08時00分       | 安佐北区に出ていた避難指示・避難勧告を全解除。 安佐南区はこの後、段階的に解除していく。                                   | [ 210 ]         |
| 09月02日 | -              | TEC-FORCE、県および市の技術者よる（第2次）緊急渓流点検終了。                                                              | [ 222 ]         |
| 09月05日 | -              | 激甚災害指定の閣議決定。                                                                                                  | [ 210 ]         |
| 09月05日 | -              | 応急復旧連絡会議、応急復旧計画を発表。                                                                                    | [ 210 ]         |
| 09月06日 | -              | 第2次安倍改造内閣発足により新任した山谷えり子防災担当相が現地視察                                                         | [ 223 ]         |
| 09月07日 | -              | 応急復旧計画などの住民説明会を初開催する。                                                                                | [ 210 ]         |
| 09月09日 | 12時00分       | 政府は、非常災害現地対策本部を現地連絡調整室に規模縮小。室長は尾崎俊雄内閣府参事官。                                      | [ 210 ] [ 197 ] |
| 09月09日 | -              | 残る行方不明者2人のうち、1人の遺体が発見される。                                                                          | [ 224 ]         |
| 09月10日 | -              | 残る行方不明者1人の一斉捜索。                                                                                             | [ 210 ] [ 224 ] |
| 09月11日 | -              | 湯﨑県知事は自衛隊に撤収を要請。                                                                                          | [ 210 ] [ 225 ] |
| 09月11日 | -              | 広島市は、この災害での対応を検証する8.20豪雨災害における避難対策等検討部会を初開催                                        | [ 210 ]         |
| 09月18日 | -              | 最後の行方不明者の遺体が発見される。                                                                                      | [ 226 ]         |
| 09月19日 | -              | 死者74人全員の身元が特定される。                                                                                          | [ 226 ]         |
| 09月19日 | 12時00分       | 政府は現地連絡調整室を閉鎖。                                                                                              | [ 226 ] [ 227 ] |
| 09月19日 | 19時00分       | 広島県は、災害対策本部を閉鎖、災害復旧対策本部設置。                                                                      | [ 228 ]         |
| 09月30日 | -              | 県警、行方不明者相談ダイヤル終了                                                                                          | [ 229 ]         |
| 10月01日 | -              | 広島県西部建設事務所に災害復興チーム新設                                                                                  | [ 230 ]         |
| 10月01日 | -              | 市災害ボランティア本部を市復興連携本部へ 区災害ボランティアセンターを区復興連携センターに移行                             | [ 219 ]         |
| 10月07日 | -              | 広島市、復興まちづくり本部設置                                                                                            | [ 231 ]         |
| 11月19日 | -              | 改正土砂災害防止法の公布                                                                                                  | [ 232 ]         |
| 11月20日 | 17時00分       | 安佐南区八木八丁目31-32番街区16世帯42人への避難勧告解除。 これにより広島市内に出された避難勧告は全解除となった。          | [ 233 ]         |
| 12月25日 | -              | 広島共立病院旧病棟に設置されていた最後の避難所を閉鎖。                                                                    | [ 234 ]         |
| 12月26日 | 09時00分       | 広島市は、災害対策本部を廃止した。                                                                                        | [ 235 ]         |
| 2015年   |                | |                 |
| 01月09日 | -              | 政府は、内閣府に設置していた非常災害対策本部を廃止した。                                                                  | [ 236 ]         |
| 01月18日 | -              | 改正土砂災害防止法の施行                                                                                                  | [ 232 ]         |

### 災害救助
行方不明者捜索活動は災害日以降も不安定な天候は続いたため、たびたび中断を余儀なくされた。
消防は発生当日の8月20日は広島市消防局、県内消防からの応援、県外からの緊急消防援助隊などを合わせて1,170人で活動した。被災地を管轄する広島市消防局からは8月20日から9月10日までは400 - 600人前後で活動し、部隊縮小された10日から19日は70名体制で活動した。県内の消防からの応援は、8月30日まで100人強の体制で、8月31日から9月5日まで52人で捜索し、県外からの緊急消防援助隊は、8月30日までは200人前後の体制で、8月31日から9月5日までは65人体制で捜索し、8月24日には市消防局、県内消防からの応援、県外からの緊急消防援助隊等を合わせて最大人員1,325人で活動した。上記の通り災害日である8月20日に1人殉職者を出し、9月9日付『毎日新聞』は救助活動に参加した消防士の約1,300人のうち約5%にあたる60人から70人にPTSDの兆候が見られると報道 している。
災害救助犬については、8月20日に地元NPOが災害救助犬2頭を派遣した ほか、安佐南区に23日に8団体32頭、24日のに7団体33頭を派遣するなど、26日まで派遣を続けた。
災害拠点病院のひとつである広島市立安佐市民病院は、被災地である可部にあり雨漏りや浸水被害にあったが軽微であった。8月20日4時13分着の救急隊連絡によって初めて災害が伝えられ、病院長指示による災害モードへの変更を行い、5時55分に最初の患者が搬送された。災害派遣医療チーム（DMAT）は8月20日7時55分から活動開始、最終的には広島DMATをはじめとして13チームが8月21日まで参加している。ドクターヘリは広島ヘリポートに空きがなかったため応援要請に応じた隣県3つのうち島根県のみしか受け入れることができず、広島県と2つで運用した（8月20日のみ）。安佐市民病院は初動において消防が混乱していたため情報伝達に問題があったものの、DMATの現場処置と市内災害拠点病院への分散搬送により、災害には対応できていた。
被災者支援として、8月20日から広島県災害時公衆衛生チームが活動、2日後の8月22日から国内初出動となる災害派遣精神医療チーム（DPAT）が参加している。さらに子どもの心の不調に対応するため、8月25日に広島DPATに特別チーム“広島県子ども支援チーム”が作られている。
警察は、8月中は1,700人体制で9月1日から4日午前までは1,250人体制で、4日午後から10日は1,100人体制で行方不明者を捜索した。この間、不審電話や空き巣被害対策として“メイプル隊”を編成してパトロール強化を行い、NPO法人と協力して防犯カメラ23台を設置している。
広島県からの要請を受けて陸上自衛隊は、20日より活動を開始した。21日、22日は650人体制で、23日から31日までは800人から830人体制で、9月1日から9日までは500人体制で捜索した。
政府の現地対策本部には合言葉として「百万一心」が掲げられた。広島県世羅郡生まれの松本文明内閣府大臣政務官の提案で、広島県海田を拠点とする陸自第13旅団のモットーでもあることから、陸自隊員のヘルメットにはステッカーとして貼られていた。
9月10日、残る行方不明者が1人のみになったことを受けて大規模な捜索活動が行われた。この日のみ太田川下流に流されたと想定して、海上保安庁が太田川の河口を捜索している。翌9月11日、前日の一斉捜索により一区切りがついたとして、県は陸上自衛隊に撤収を要請し、地元警察・消防による捜索態勢に縮小した。9月18日に最後の行方不明者の遺体が発見され、翌9月19日に身元が特定された。
9月30日、県警は約400人体制で遺留品捜索を行っている。警察関係者は2015年1月20日の災害警備対策本部廃止までに19都府県からの応援を含め延べ人数で6万6,400人が活動した。

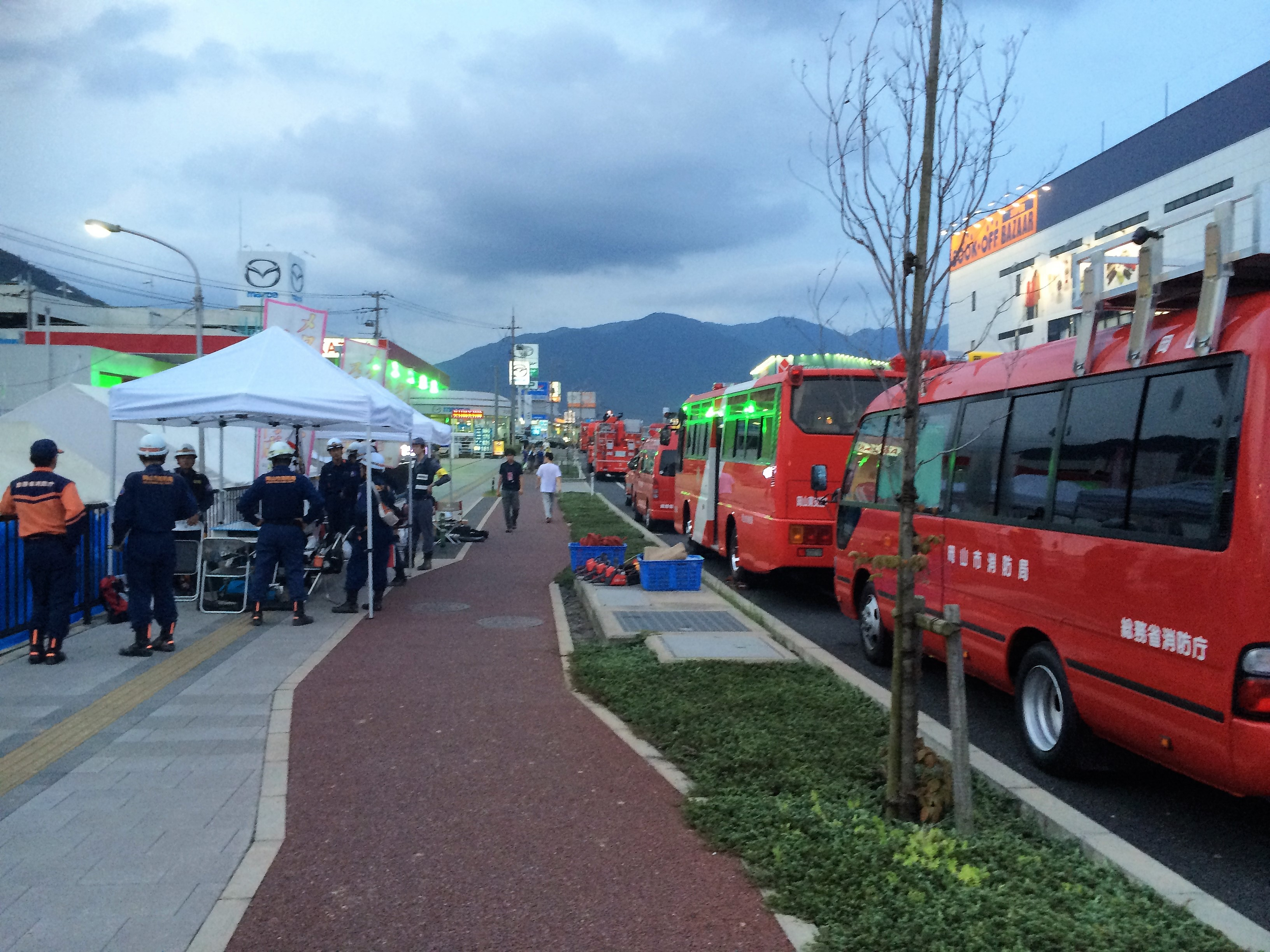
消防
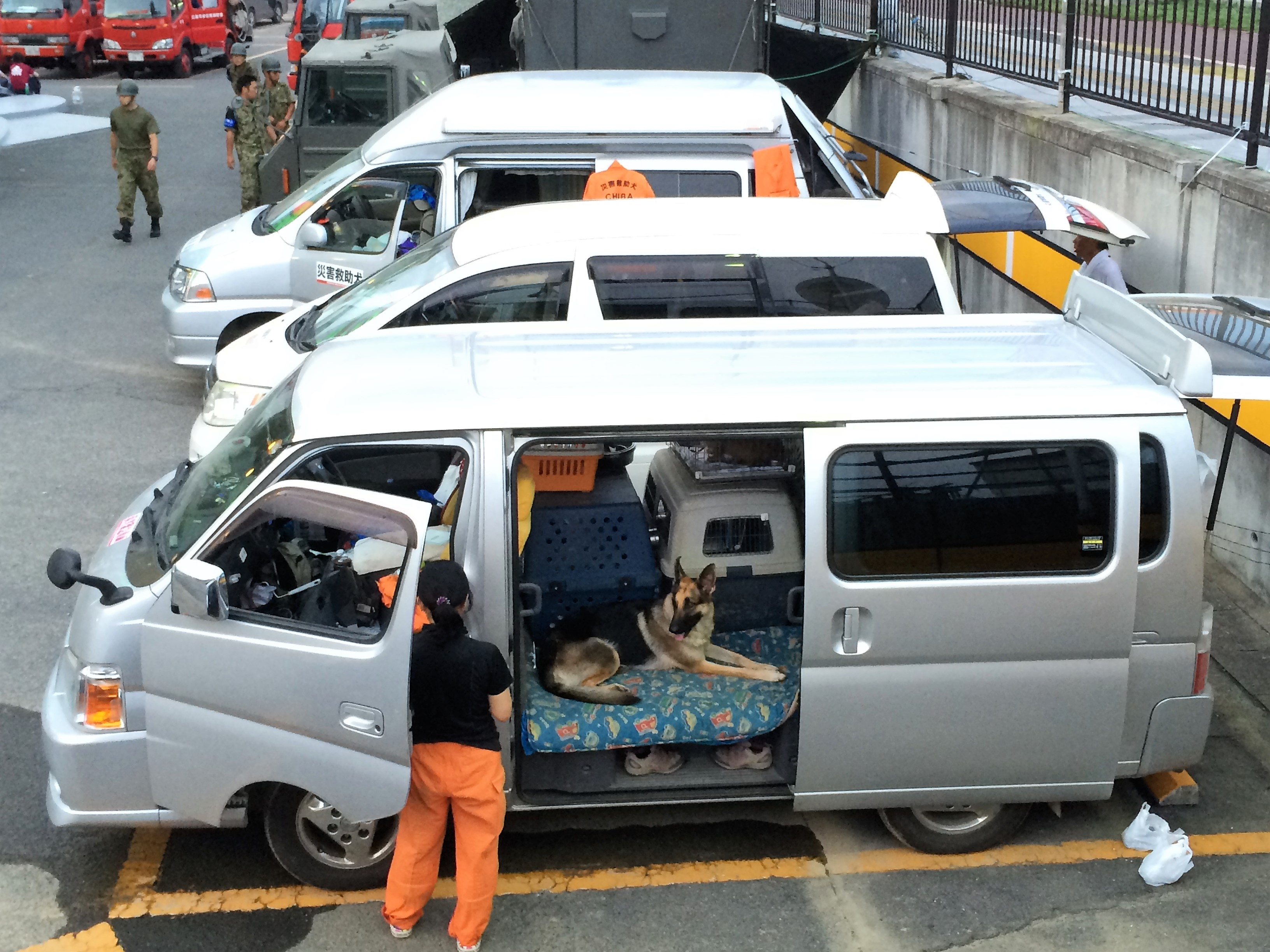
災害救助犬
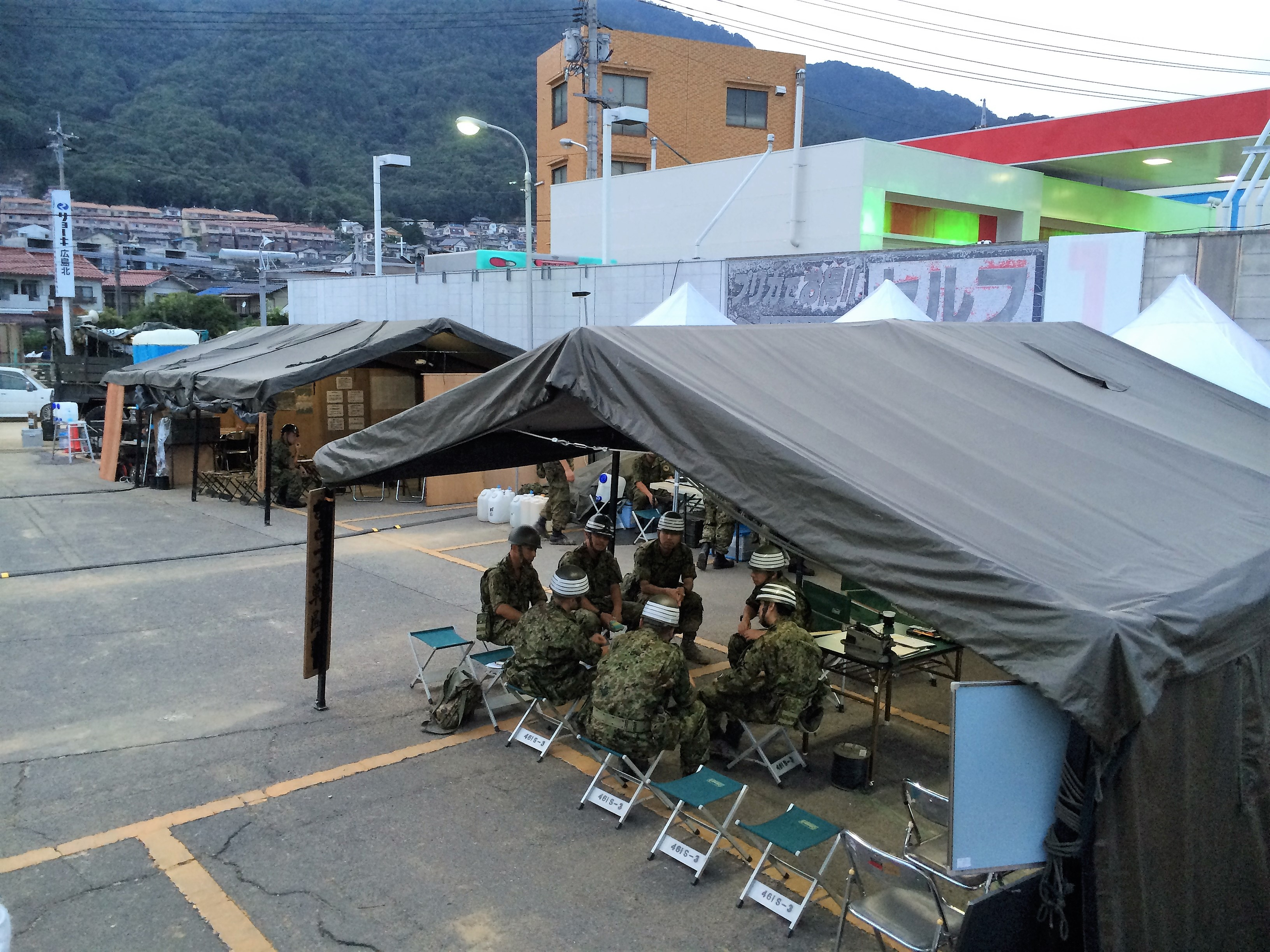
陸上自衛隊
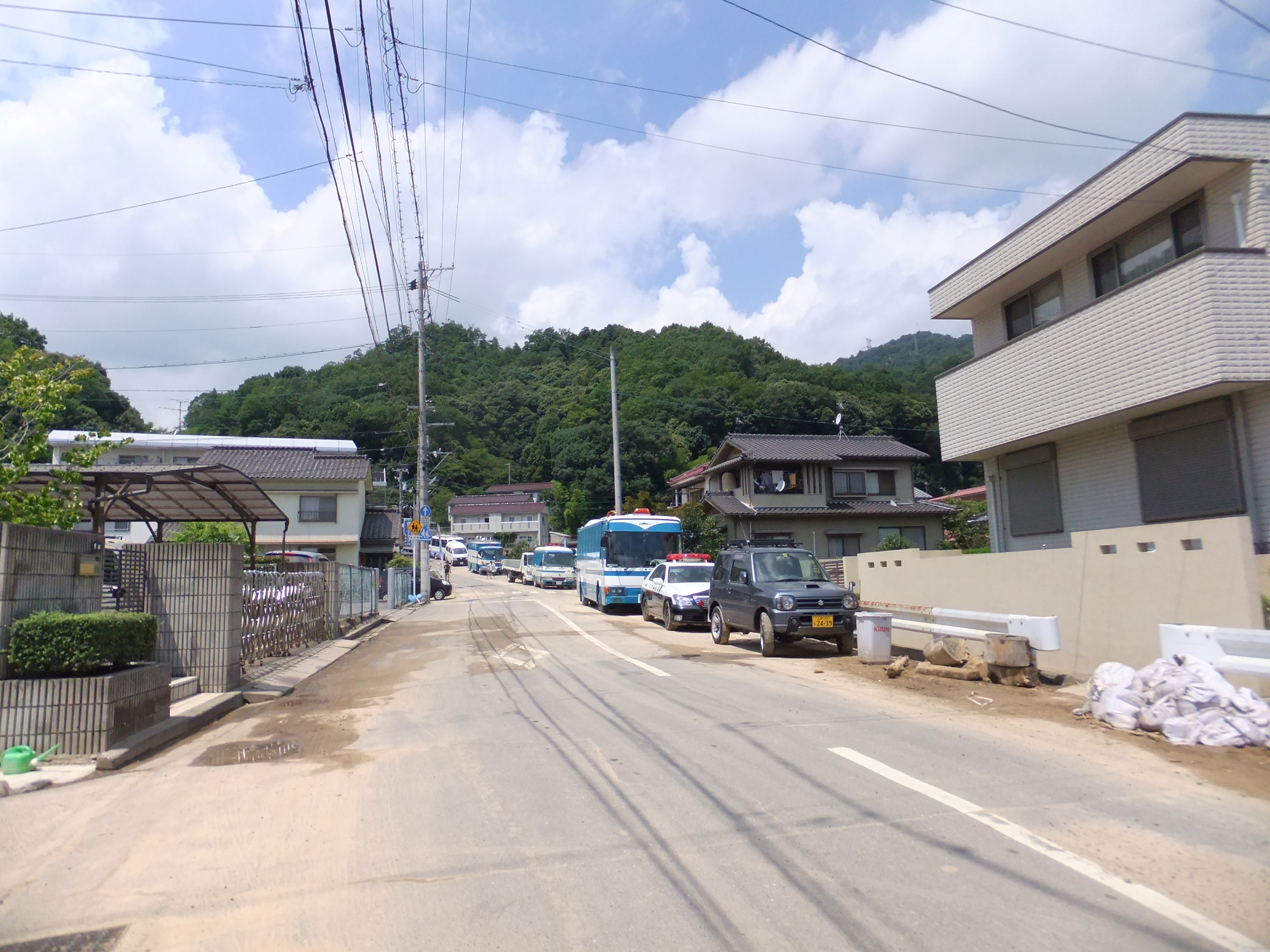
県警
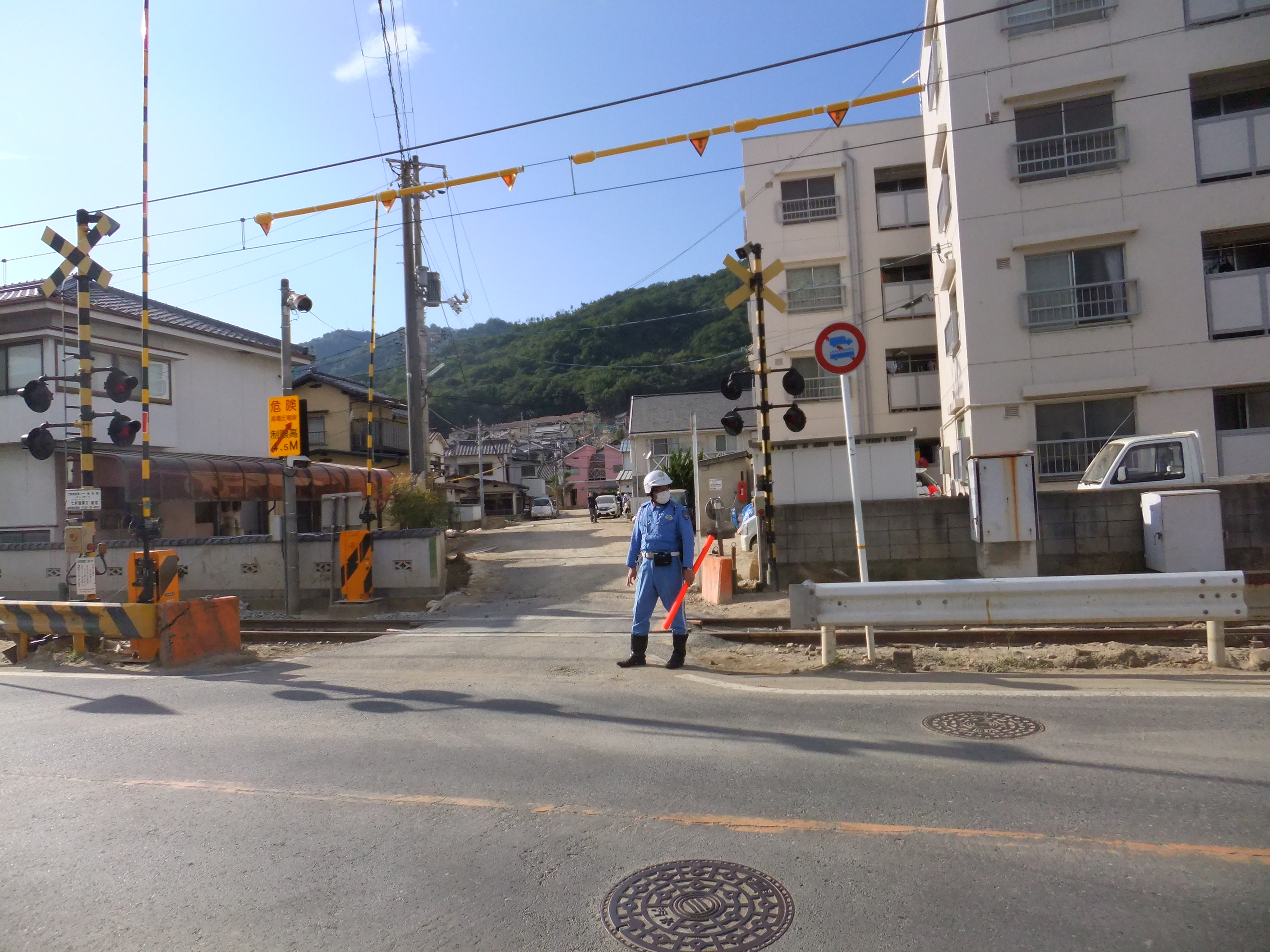
七軒屋第2踏切
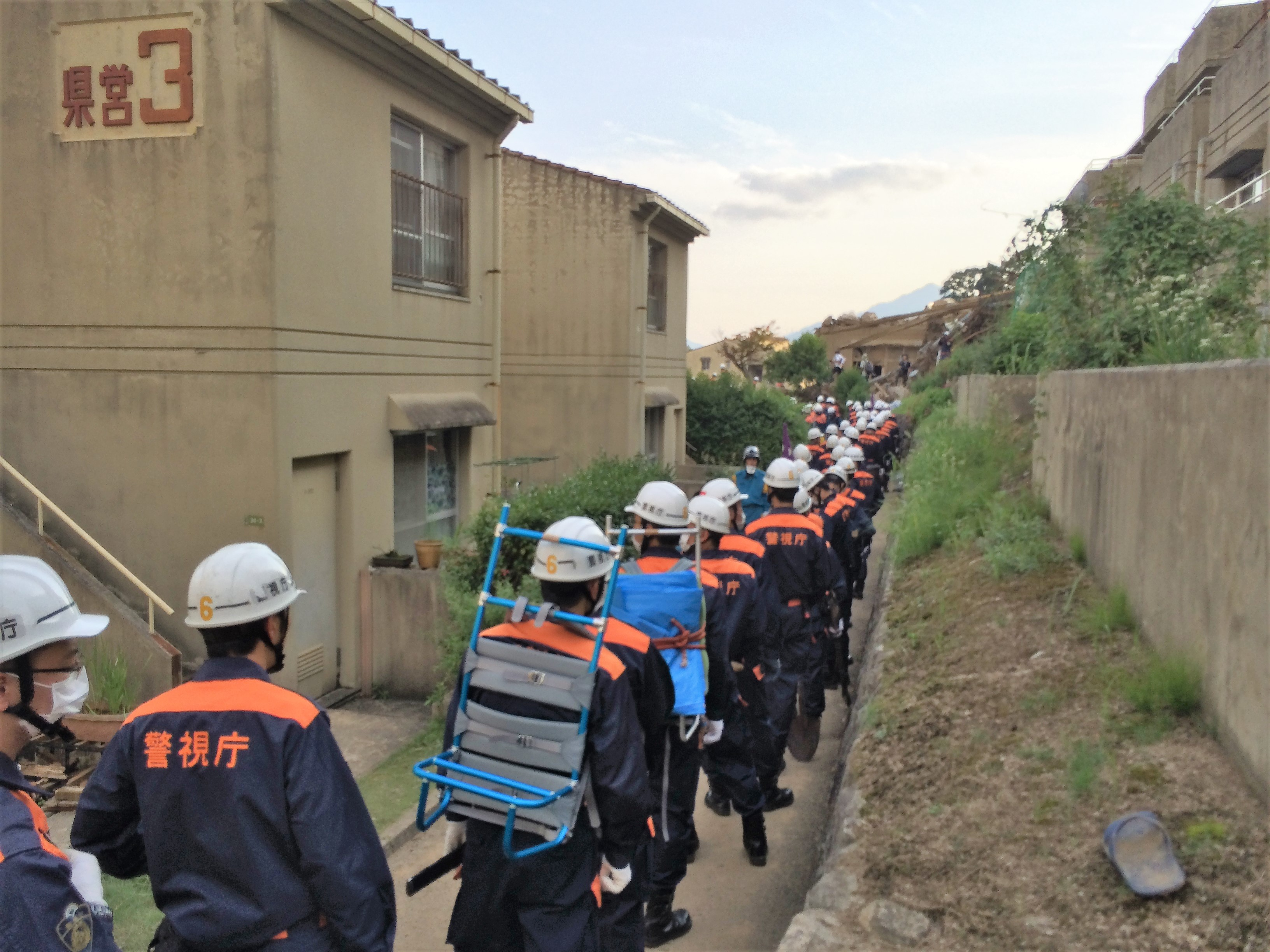
警視庁

### 皇室
天皇・皇后は、8月22日から29日まで長野県および群馬県で静養する予定であった。宮内庁は、災害日である8月20日に長野での予定の一部取りやめを発表、翌21日に被害拡大にともない全日程取りやめを発表した。
同21日に、天皇・皇后は災害に対する見舞いの気持ちを広島県知事の湯﨑英彦へ伝えた。同年9月12日、上京した湯﨑知事から、皇居で被災状況やその時点での復旧状況の説明を受けた。これに対して被災者へ「夏だったから暑かったのでは」と、関係者へ「健康に留意して欲しい」とねぎらいの言葉を述べている。同年11月19日、広島県に対して見舞金として金一封を送った。
同年12月3日には広島入り し、県発表によると、沿道には5,000人以上が歓迎に出迎えたという。安佐南区役所へ移り、そこで松井一實市長からの被害状況と現状説明を受ける。被害がもっとも甚大であった八木地区へ移り現地で一礼を捧げた。避難所にも使われた佐東公民館で安佐南区・安佐北区の被災者と懇談、いたわりの言葉を述べる。翌12月4日、原爆死没者慰霊碑へ献花、安芸区の原爆養護ホームへ慰問に訪れ、その後帰京している。
2015年4月6日、広島市で行われた「山階鳥類研究所中国地区賛助会員の集い」に出席するため来広した秋篠宮文仁親王は被災地を視察、安佐南・安佐北両区の遺族と懇談している。のちに原爆死没者慰霊碑に献花した後で集いに出席した。

### 政争
災害が発生した8月20日、安倍晋三首相は夏休み中で山梨県の別荘におり、災害を受けて午前6時30分に別荘で関係機関に指示、その後午前7時半ごろからゴルフ場入りしプレー、午前9時20分ごろゴルフを中断し帰京、午前11時ごろ官邸に到着し対応にあたった。同日19時40分ごろ山梨の別荘に戻り、21日13時40分に再び帰京し15時20分ごろ官邸に到着し対応に戻った。官邸に入ったあとに山梨へ戻った理由は「大雨の対応に身一つで来てしまったため」。この安倍首相の初動対応について、各党の反応は以下の通り。
- 民主党
  - 海江田万里代表「首相は日頃から「国民の命を守る」と言っている。行動が伴わない言葉は無意味だ。もっとまじめにやっていただきたい」[260]「こういうときだからこそ官邸や公邸に詰めて情報収集に当たるべきだ」[261]
  - 大畠章宏幹事長「ゴルフは朝から中止すべきだった」[262]「安倍政権の慢心が首相の行動に表れている」[259]
- 日本共産党 : 幹部の発言は不明。機関紙『しんぶん赤旗』「国民の命と安全を軽視するゆるみきった姿勢があらわになりました」[257]
- 社会民主党 : 又市征治幹事長「行方不明者がいる状況で別荘に戻るのはいかがなものか。とんでもない判断だ」[259][261]
- 日本維新の会（維新の党）
  - 橋下徹代表「組織でしっかりと対応ができていれば問題はない」[260]
  - 片山虎之助国会議員団政調会長「トップは慎まなければいけない」[260]
- みんなの党 : 水野賢一幹事長「ゴルフをしていたことをもって条件反射的に『良い』『悪い』とは言わない」「対応が適切だったかは（国会での）検証で明らかにすべきだ」[260]
- 公明党 : 山口那津男代表「内閣としてしっかり対応している」[259][261]
- 閣僚 : 古屋圭司防災担当相「（別荘に戻った首相に関し）連携を取りながら対応している。何の問題もない」[259][263]

党代表団として真っ先に現地入りしたのが民主党であり、災害2日後になる8月22日、大畠幹事長を代表として国会議員3人と地元選出地方議員による十数人の視察団を編成し、土砂災害が発生した現場で消防隊員による説明を受けるなどしている。なおこの22日は、断続する降雨で二次災害の危険をはらんだ当時の現場において行方不明者の生存率が高いとされる「72時間の壁」最終日であり、また二次災害が起こらないよう応急処置あるいは復旧作業を行うなど現場が作業していたときであったため、各党は混乱を避けるため視察を控えていた。『産経新聞』8月23日報道によると、公明党が地元の強い要望があったとして23日に視察、社民党が25日に視察、その他の党の視察はその時点では未定であったという。安倍首相は「現場に迷惑をかけてはいけない」と河井克行議員（広島県第3区）に答えたとされ、25日に現地入りしている。

## 復旧活動

### 応急復旧計画
2014年9月5日、国・県・市は復旧までの工程を示した応急復旧計画を発表。この中で、10月上旬までを被災者が生活再建する目標に置かれた。
避難指示が解除された地区では、災害発生から1か月から1か月半で土砂の撤去を実施。その後、道路などの復旧。避難勧告継続地区では、災害発生から1か月から1か月半で土砂の撤去・インフラ復旧および、二次災害の発生予防として渓流にワイヤーセンサーと大型の土嚢を設置。安全が確保され次第、避難勧告を解除するとした。復旧の進み具合情報を住民に公開するとした。
その後、道路などの復旧を進めるとする計画にしている。さらに国と県は再度の災害を防ぐため被災した広島市安佐南・安佐北両区で、国土交通省管轄砂防ダム24か所、農林水産省管轄治山ダム10か所、県管轄砂防および治山ダム23か所を整備している。
この応急復旧計画公表後、広島市は新たなまちづくり計画#復興まちづくりビジョンを公表している。
ただ、こうした中で地域差があったことが明らかになった。この災害は安佐南区、特に八木地区に甚大な被害を出したため、報道が集中しボランティアも当初から八木へ集まった一方で、安佐北区においても発災当初は八木や緑井と同様に広い地域で避難指示がでており、また#物的被害において家屋被害は安佐南区の方が多かったが、家屋以外である道路・河川・田畑の被害は安佐北区の方が多かった事実がある。しかし、安佐北区は初期の救助活動以降、大手報道は無視し、ボランティアの参加は乏しく、一時は支援から孤立した状況になった地区もあった。行政対応も二の次であったため、安佐北区の被災者は区長へ要望書を提出している。

### 災害廃棄物
まず阿武山の北西側には産廃物埋立処分地の玖谷埋立地があり、この土砂災害で被災し搬入道路も通行できなくなった。市は搬入路の確保とともに玖谷埋立地の復旧作業を行い、8月21日から再開している。
初日から業者が現場に入っていた。道路に関しては、市と道路維持管理契約していた業者が災害日である8月20日から撤去に着手している。ただ72時間の壁の最中、行方不明者捜索のため消防・警察・自衛隊以外の立入禁止エリアが広く設定されていたことに加えて、道路が入り組み住宅が立ち並んだ土地のため小型重機と手作業によって行われていた。
72時間の壁以降になる8月23日、国交省TEC-FORCEと広島市で作業エリアの調整を行い、同日広島市の担当局部で土砂撤去役割分担が決まり、同日ボランティアの受け入れを開始し、8月26日から本格的な土砂撤去作業が始まった。狭いエリアのため、第三者災害（重機による人身事故など）が起こらないよう慎重に行われた。倒壊家屋については9月12日市が無償で撤去することを公表している。
- 役割分担
  - 道路上の土砂・がれき撤去は市道路交通局[275]
  - 宅地内の堆積土砂撤去は市下水道局[275]
  - 農地内の堆積土砂撤去は市経済観光局[275]
  - 家庭内のごみ収集、ごみ処理施設での処理は市環境局[275]
  - 事業ごみ収集はごみ収集運搬許可業者[275]

具体的な処理は以下の通り。発災当初から環境省による指導のもと進められた。
- 土砂・流木・がれき・コンクリートがらなど
  - 空き地・公園・広島西飛行場跡地など、市内12か所に1次仮置場が設けられた[273]。のち民家近くにあったものは苦情によって3か所閉鎖され、ほかの仮置場に移された[274]。1次仮置場で粗分別してリサイクルできるものは業者へ送る[278]。
  - 1次仮置場から南区出島に作られた2次仮置場兼中間処理施設「広島港出島地区産廃物等埋立処分場」に送られ分別処理したあと、最終的な処理先で処分された[279][280]。
- 被災ゴミ : 8月21日より、土砂撤去によってゴミ収集車が通行可能となったエリアから順次収集運搬作業を始めた[273]。
- 被災大型ゴミ : 玖谷埋立地でいったん集め、破砕・分別などの作業が行われたのち、処理不適物は業者へ、可燃ごみは焼却工場へ送られた[281][282]。

がれき撤去は、宅地は2014年12月中には完了、農地は2015年5月に完了している。農地対応が遅れた理由は、1.作業が農作物の収穫後ではないとできなかった、2.道路に面していない農地が多く運搬に手間取ったため時間を要した、としている。倒壊家屋の撤去は2015年5月まで実施された。被災した自動車やバイクの搬送台数は、車76台・バイク17台で、所有者による廃棄が車52台・バイク1台、残りは市が公示したのち所有者不明であった場合のみ市がリサイクル処分している。
選別時で発見された現金類・貴金属・個人情報関連物件などは遺失物法に基づき県警に通報、原型をとどめているものは洗浄後保管し、写真を役所に置いたりホームページで公開したりして、所有者への返還に努めている。2016年3月15日現在で129件が返却された。2017年8月現在で1,154点が返還できておらず、市は2018年3月末まで保管するとしている。
全工程の終了は2016年3月31日。最終的な災害廃棄物の発生総量は、52万2,144トン。うち土砂が50万140トンで、大半が出島地区第3工区での埋立材に用いられた。リサイクル率は99.1%。当初から国・県・市とで役割分担と連携強化が図られたため、結果的に最終処分までの工程の早期化につながった。

### 避難活動
以下、避難準備・避難勧告・避難指示発令状況と、参考として安佐南区八木小学校避難所運営状況を示す。避難指示の数は避難勧告の中に含まれているため括弧表記。上記#避難勧告も参照。八木小避難者数は、八木小学区自治防災会が公表する数字を中心として県の資料で補う形で記載している。
| 日時              | 対象 | 対象数  | 対象数  | 安佐南区 八木小                                                | -               |
| 日時              | 対象 | 世帯    | 人数    | 安佐南区 八木小                                                | -               |
| ----------------- | --- | ------- | ------- | -------------------------------------------------------------- | --------------- |
| 8月20日04時10分   | - | -       | -       | 八木自主防災会に 避難場所開設依頼                              | [ 291 ] [ 292 ] |
| 8月20日04時15分   | 安佐北区 大林・可部・亀山の一部 ・可部南・三入・三入東に避難勧告                                                                                               | 16,0610 | 36,3370 | -                                                              | [ 132 ]         |
| 8月20日04時30分   | 安佐南区 梅林・緑井・八木・山本に避難勧告 | 17,5570 | 42,2990 | -                                                              | [ 132 ]         |
| 8月20日04時35分頃 | - | -       | -       | 八木自主防災会役員が 八木小体育館を開放し避難所開設            | [ 291 ]         |
| 8月20日05時15分   | 安佐北区 井原・志屋・落合・落合東・亀崎・口田・口田東 ・倉掛・深川・真亀・三入（南原）に避難勧告                                                               | 25,7170 | 61,8010 | -                                                              | [ 132 ]         |
| 8月20日06時頃     | - | -       | -       | 広島市職員到着 のち八木小関係者到着                            | [ 291 ]         |
| 8月20日07時       | - | -       | -       | 避難者0人、こののちに避難者到着 八木小関係者が中心となって運営 | [ 291 ]         |
| 8月20日07時08分   | 安芸高田市八千代町（地区名不明）に避難勧告 | 10      | 30      | -                                                              | [ 215 ]         |
| 8月20日07時58分   | 安佐南区 八木四丁目42-43、48-50番街区に避難指示 | (52)    | (113)   | -                                                              | [ 132 ]         |
| 8月20日08時00分   | 安佐南区 伴・伴東に避難勧告 | 5,5220  | 13,9770 | -                                                              | [ 132 ]         |
| 8月20日08時00分   | 安佐南区 長束西に避難勧告 | 7030    | 1,9520  | -                                                              | [ 132 ]         |
| 8月20日08時20分   | 安佐北区 亀山・亀山南に避難勧告 | 3,2530  | 7,7420  | -                                                              | [ 132 ]         |
| 8月20日11時40分   | 安芸高田市八千代町（地区名不明）の避難勧告解除 | -       | -       | -                                                              | [ 215 ]         |
| 8月20日21時       | - | -       | -       | 避難者113人                                                    | [ 291 ]         |
| 8月21日07時       | - | -       | -       | 避難者131人                                                    | [ 291 ]         |
| 8月21日21時       | - | -       | -       | 避難者160人                                                    | [ 291 ]         |
| 8月21日21時15分   | 安佐南区 緑井七丁目17・20-27・32-33番街区に避難指示 | (314)   | (799)   | -                                                              | [ 132 ]         |
| 8月22日07時       | - | -       | -       | 避難者223人                                                    | [ 291 ]         |
| 8月22日08時10分   | 安佐北区 可部東二丁目・可部東六丁目 ・可部町大字桐原・三入四丁目に避難指示                                                                                     | (1,408) | (3,474) | -                                                              | [ 132 ]         |
| 8月22日08時22分   | 安芸高田市 全域に避難準備 | 13,1880 | 30,1690 | -                                                              | [ 293 ]         |
| 8月22日11時30分   | 安佐南区 八木町渡場地区に避難指示 | (17)    | (40)    | -                                                              | [ 132 ]         |
| 8月22日15時55分   | 安佐南区 八木三丁目37-40番街区に避難指示 | (84)    | (201)   | -                                                              | [ 132 ]         |
| 8月22日21時       | - | -       | -       | 避難者283人（ピーク）                                          | [ 291 ]         |
| 8月23日08時00分   | 安芸高田市、避難準備全解除 | -       | -       | -                                                              | [ 293 ]         |
| 8月23日21時       | - | -       | -       | 避難者227人、この日から 市と自主防災会が中心となって運営       | [ 291 ]         |
| 8月24日07時       | - | -       | -       | 避難者203人                                                    | [ 291 ]         |
| 8月25日07時       | - | -       | -       | 避難者192人                                                    | [ 291 ]         |
| 8月26日07時       | - | -       | -       | 避難者190人                                                    | [ 291 ]         |
| 8月27日07時       | - | -       | -       | 避難者158人                                                    | [ 291 ]         |
| 8月28日07時       | - | -       | -       | 避難者121人                                                    | [ 291 ]         |
| 8月29日07時       | - | -       | -       | 避難者106人                                                    | [ 291 ]         |
| 8月30日07時       | - | -       | -       | 避難者86人                                                     | [ 291 ]         |
| 8月31日07時       | - | -       | -       | 避難者68人                                                     | [ 291 ]         |
| 8月31日08時00分   | 安佐北区 避難指示・避難勧告全解除 | -       | -       | -                                                              | [ 132 ]         |
| 8月31日16時30分   | 安佐南区 長束・伴・山本の避難勧告解除 | -       | -       | -                                                              | [ 21 ]          |
| 9月01日07時       | - | -       | -       | 避難者53人                                                     | [ 291 ]         |
| 9月02日07時       | - | -       | -       | 避難者49人                                                     | [ 291 ]         |
| 9月02日11時30分   | 安佐南区 八木・緑井に出された避難指示全解除、避難勧告に切替 | -       | -       | -                                                              | [ 21 ]          |
| 9月09日16時00分   | 安佐南区 緑井八丁目25番街区の避難勧告解除 | -       | -       | -                                                              | [ 21 ] [ 233 ]  |
| 9月12日07時       | - | -       | -       | 避難者29人 この日から市だけで運営                              | [ 291 ]         |
| 9月19日15時00分   | 安佐南区八木六丁目19番街区の避難勧告解除 | -       | -       | -                                                              | [ 21 ]          |
| 9月19日22時       | - | -       | -       | 避難者9人（県発表）                                            | [ 21 ]          |
| 9月25日15時00分   | 安佐南区八木八丁目9-10番街区の避難勧告解除 | -       | -       | -                                                              | [ 294 ]         |
| 10月01日15時00分  | 安佐南区 緑井八丁目19-20番街区 ・八木三丁目15-16・25-26・40-41番街区の避難勧告解除                                                                             | -       | -       | -                                                              | [ 294 ]         |
| 10月07日15時00分  | 安佐南区 緑井七丁目27・32-33番街区・緑井八丁目7-9・28-32・34・36番街区 ・八木三丁目45-51番街区・八木四丁目42-43・48-50番街区 ・八木八丁目3番街区の避難勧告解除 | -       | -       | -                                                              | [ 294 ]         |
| 10月17日15時00分  | 安佐南区 緑井七丁目24-26番街区・緑井八丁目14-15番街区 ・八木三丁目6-7・10-13・29-36番街区 ・八木四丁目44-47・51番街区の避難勧告解除                            | -       | -       | -                                                              | [ 164 ] [ 233 ] |
| 11月01日          | - | -       | -       | 避難者全退所に伴い避難所閉鎖                                   | [ 295 ]         |
| 11月20日17時00分  | 安佐南区八木八丁目31-32番街区の避難勧告解除。 広島市内の避難勧告は全て解除された。                                                                             | -       | -       | -                                                              | [ 132 ] [ 233 ] |

| -        | -            | 世帯数 | 人数  |
| -------- | ------------ | ------ | ----- |
| 安佐南区 | 佐東公民館   | 155    | 530   |
| 安佐南区 | 梅林小学校   | 270    | 600   |
| 安佐南区 | 八木小学校   | 120    | 283   |
| 安佐南区 | 緑井小学校   | 45     | 118   |
| 安佐南区 | 山本集会所   | 4      | 10    |
| 安佐南区 | 山本小学校   | 6      | 25    |
| 安佐南区 | 長束小学校   | 32     | 80    |
| 安佐北区 | 可部南小学校 | 8      | 22    |
| 安佐北区 | 可部高校     | 14     | 39    |
| 安佐北区 | 可部小学校   | 46     | 108   |
| 安佐北区 | 三入小学校   | 55     | 165   |
| 安佐北区 | 三入東小学校 | 112    | 280   |
| 安佐北区 | 大林小学校   | 18     | 41    |
| 安佐北区 | 口田東小学校 | 1      | 3     |
| 安佐北区 | 真亀小学校   | 1      | 1     |
| 安佐北区 | 亀山南小学校 | 17     | 49    |
| 計       | 計           | 904    | 2,354 |

遅れた避難勧告のあとにも問題が出ている。この災害で避難勧告が出された際に、サイレンを鳴らさなかった、FAXの送信設定、防災メールを活用していなかったなど、市から住民への情報伝達方法に不手際があった。避難勧告が出された時点で道路が冠水していたため、二次災害を懸念し自治会役員達の判断で住民への電話連絡を見送ったケースもある。また避難勧告と同時に避難所が開設できなかったところが多かった。これは自主防災会への連絡がつかなかったり、避難所が被災したため代わりを探していたためである。
福祉避難所については、広島市は要配慮者への避難支援体制づくりに関して先進的な自治体であり福祉施設との協定締結が進んでいたため対応が早く、家族やケアマネ・消防が早急に手配したことから、1次避難所に滞在した要配慮者はほとんどなかった。ただし、1福祉施設のみ避難者が10人を超えたため書類作成のゆとりがないとの判断により2日で福祉避難所を打ち切り、ほかの任意受入施設への移動などに切り替えている。
ペットの状況は、屋内飼育の場合は犬・猫ともに飼い主と同行避難することができた。倒壊した家屋で飼われていた猫がそこから出てこないことが数例あった。屋外飼育の場合は行方不明になったケースが多い。避難所においては、1家族ごとに区切られたスペース内にいた、あるいは一か所に集められたケースなど避難所ごとに対応が異なっている。
避難所利用で問題になったのが学校の利用であり、災害日が夏休み終盤であったため授業再開に向け、さらに長期化が予想されたため生活空間の改善のために2次避難所が検討された。まず9月1日から公共宿泊施設の神田山荘が9月30日まで2次避難所として用いられた。こうした中で9月1日から避難所となっていた小学校のうち梅林小を除いて授業が再開、梅林小の再開はその時点では未定であった。そこでもうひとつの2次避難所として広島共立病院が活用されることになった。当時、共立病院は建て替えをしており、災害日から約10日後にあたる9月1日から新病院で活動することになっていたため、旧病院棟を避難所として用いるよう病院側が市に提案、9月5日から利用が始まった。梅林小に避難していた一部が病院へ移転したことを機に、9月8日から梅林小でも授業が再開した。
右表にピーク時の各避難所人数を示す。避難所は最終的に1次・2次避難所延べ数で30か所（安佐南区11・安佐北区19）、福祉避難所は安佐南区のみに3か所（すべて特養）設けられている。これに福祉施設や民間企業の中には任意で空家を提供したところもある。ほか、民間企業・公共団体の中には物資やサービスの形で被災者に提供したところもある。
避難者の多い避難所には保健師が常駐し、保健師・薬剤師・理学療法士からなる広島県災害時公衆衛生チームが巡回した。さらに広島DPATによる心のケアを行っている。陸上自衛隊による仮設浴場の設置もあった。
8月28日、厚生労働省は広島県にエコノミークラス症候群対策として予防に関するQ&Aを送付している。9月6日・7日安佐南・安佐北区の避難所9か所での巡回診察の中で血栓を調べたところ、24歳から81歳の男女86人のうち8人に見つかった。いずれも安佐南区の避難所の65歳以上で、佐東公民館に2人、梅林小と（梅林小から移ったばかりの）共立病院に3人ずついた。
こうした中で、行政側の避難者発表が実際に滞在していた人数と大きく異なることが明らかになった。9月9日付『中国新聞』では、佐東公民館での9月7日21時現在での公表が267人だったのに対し、同日23時に実測したところ59人、同様に梅林小での公表が242人だったのに対し22人だったことを報道している。これは入所時は名簿記入が求められるが退所時には求められず、実際は別の場所で生活していた人がいたためである。いつでも避難所に戻れるよう一応登録していた人もいた。避難勧告が解除されたあとも天候悪化にともない避難所を離れなかったり、自主避難してきたりする者に対応するため閉鎖した避難所を再開したところもある。
避難勧告が解除されたあとも、住む家がなかなか見つからなかったため退去できなかったり、県営緑丘住宅は県による安全度調査のため12月下旬まで帰れなかったり と、避難所を退去できなかったものもいた。最後まで残った3つは、八木小避難所（11月1日閉鎖）、佐東公民館（11月28日閉鎖）、広島共立病院旧棟避難所（12月25日閉鎖）。

### ボランティア
以下、広島市社会福祉協議会（以下社協）が公表しているボランティア活動の沿革を示す。
- 8月20日 : 広島市社協が広島市災害ボランティア本部を設置[219][324]。
- 8月21日 : 広島県社協が職員の派遣開始[219]。
- 8月22日
  - 広島市社協が安佐南区・安佐北区に災害ボランティアセンター（以下VC）を開設[219][324]。
  - 県内の市町社協が職員の派遣開始[219]。
- 8月23日 : ボランティアの受け入れ・派遣開始[219][324]。
- 9月4日 : 県外ボランティア（団体）の受け入れ、派遣開始[219][324]。
- 10月1日
  - 市災害ボランティア本部を市復興連携本部に移行[219][324]。
  - 区災害VCを区復興連携センターに移行[219][324]。
- 11月4日 : ボランティアの受付を事前登録制に変更[219]。

この災害でのボランティアの作業ニーズはほぼ土砂撤去であった。募集受付にはホームページで行ったほか、フェイスブックなどSNSを活用している。
受け入れ初日となる8月23日には少なくとも1,300人が参加している。初期は不安定な天候が続き、二次災害を避けるため作業の中断、人命救助活動や重機搬入などのため、ボランティア活動に制限が入っていた。避難指示が解除されて以降になる9月4日からボランティア活動地域が拡大、県外団体からの受け入れを始めた。社協関係機関のほか、NPO法人、一般人、学生などさまざまな人が参加し、多いときで3,000人ほど、9月後半の作業が落ち着いたころで600人から1,000人ほどが駆けつけ、VCの予想を上回る人数であったため混乱しVC運営がうまく回らなかったことがあった。
10月1日、土砂撤去が落ち着き、少人数による家屋清掃や専門職ボランティアによる活動など災害復旧から住民生活再建に向けたニーズへ移行している。
区災害VCから派遣した数は延べ人数で4万3,390人（安佐南区：2万9,330人、安佐北区：1万4,060人、2014年12月末現在）におよぶ。月別で見ると、8月1万5,801人、9月2万5,878人、10月以降1,711人（11月30日現在）。1日最大は8月30日土曜日で、3,265人が参加している。

### 支援・義援金
広島市は2014年8月22日より「広島市8.20豪雨災害義援金」として2015年9月30日まで義援金を受付、総額63億239万8,481円になった。これとは別に広島県・日本赤十字社広島県支部・広島県共同募金会・NHK広島放送局・NHK厚生文化事業団と共同で「平成26年広島県大雨災害義援金」として2015年3月13日（集計日）まで受付、総額21億3,857万4,927円になった。これには、地元の企業・スポーツ団体・出身者のほか、その関連組織・個人などさまざまなところが寄付している。
以下、被災者への支援・義援金を示す。
支援金
- 被災者生活再建支援法に基づく支援金 : 全壊世帯等に最大300万円。申請229件[233]。
- 災害弔慰金の支給等に関する法律に基づく弔慰金 : 生計維持者の死亡に500万円、それ以外の死亡に250万円。申請67件[233]。
- 広島県・広島市見舞金 : 全壊世帯に県・市各30万円。申請1,066件（合計）[233]。

広島市義援金
- 第1次 : 10万円。9月12日から受付開始[233]。
- 第2次 : 被害状況に応じて最大500万円。11月17日から受付開始[233]。
- 第3次 : 2015年4月20日から受付開始[346]。
  - 1人親世帯、重度障害者、復旧作業中の怪我で入院・通院した被災者に最高40万円から20万円[346][347]。
  - 墓石が流出した所有者に一律20万円[346][347]。
  - 半壊以上の家屋・空家・店舗などにも第2次と同様に被害状況に応じて最大で500万円。再建費用としての位置づけだが、被災地から移転するための移転費も対象[346][347]。
  - 地盤被害あるいは土砂災害特別警戒区域内で自宅を再建する場合に加算金として最大500万円[346][347]。
  - その他、地域における共有財産である集会所・法面・私道・共同墓地などに再建費用を支給[346]。
- 第4次 : 2016年4月15日から受付開始[348]。
  - 床上浸水・一部破損家屋に対して最大30万円[348]。
  - 地域再建支援施設に対して[348]。

（共同）広島県義援金
配分委員会で広島市・安芸高田市・三次市の被災市ごとに分配を決定、被災者への分配は各市が行った。
- 第1次 : 2014年9月9日まで。広島2億5,000万円、安芸高田10万円、三次5万円[330]。
- 第2次 : 2014年10月30日まで。広島10億円、安芸高田35万円、三次40万円[330]。
- 第3次 : 2015年3月18日まで。広島8億8,702万4,393円、安芸高田32万5,267円、三次32万5,267円[330]。

## 災害後の取り組み

### 地域防災計画の見直し
この災害において、避難勧告のタイミングなど多くの市の対応に不満が挙がった。そこで市は外部の専門家を入れた「8.20 豪雨災害における避難対策等検証部会」を設置した。検証部会は検証とともに今後の危機管理体制のあり方をまとめ、2015年1月に最終報告書を市へ提出した。
これを受けて2015年3月、広島市地域防災計画の見直しが行われた。災害時に市消防局に業務が集中したことから、局内に置かれていた危機管理部を市長直轄の新たな部署「危機管理室」に移し、非常時の災害対策本部の中心として位置づけ、市消防局は本部と切り離し救助活動に特化した。特に土砂災害時の避難情報に関しては危険度の低い順に、1.自主避難の呼びかけ、2.避難準備情報、3.避難勧告、4.避難指示、の4段階に区分、基準や発令者など曖昧だった部分、発令は「躊躇なく」発するよう明文化された。さらに判断基準に土砂災害警戒判定メッシュ情報、気象台などが公開している土砂雨量指数と降雨予測から5キロ四方の領域（メッシュ）ごとに危険度を5段階評価した分布図 も加えられ、準備情報・勧告の対象地域がより細かく指定された。また防災情報配信の多様化、携帯電話を強制作動させる緊急速報メールの運用や、市が遠隔操作できる防災サイレンなどが盛り込まれている。
| 避難情報           | 基準                                                    | 対象               | 発令者                                       |
| ------------------ | ------------------------------------------------------- | ------------------ | -------------------------------------------- |
| 自主避難の呼びかけ | - 大雨警報発表                                          | 全市域             | - 危機管理室長 - 副区長                      |
| 避難準備情報       | - （各区域ごとの）警戒基準雨量到達 - メッシュ情報       | 当該学区の危険区域 | - 区長 - 危機管理担当局長                    |
| 避難勧告           | - 避難基準雨量到達 - 土砂災害警戒情報発表とメッシュ情報 | 当該学区の危険区域 | - 区長 - （代理:副区長・建設部長・厚生部長） |
| 避難指示           | - 大雨特別警報発表 - 記録的短時間大雨情報発表           | 避難勧告の発令地域 | - 区長 - （代理:副区長・建設部長・厚生部長） |

見直し後、初の発令は2015年4月19日、気象庁大雨注意報発表を受けて安佐北区21時37分、安佐南区21時53分に避難準備情報を出したもの。これは被災地に砂防ダムが完成するまで警戒レベルを上げていたためで、大雨注意報の段階から躊躇なく発令していた。この被災地における災害後初の避難勧告は平成27年台風第11号にともない2015年7月14日市内に大雨洪水警報が出されたのを受けて発令された。

### 復興まちづくりビジョン

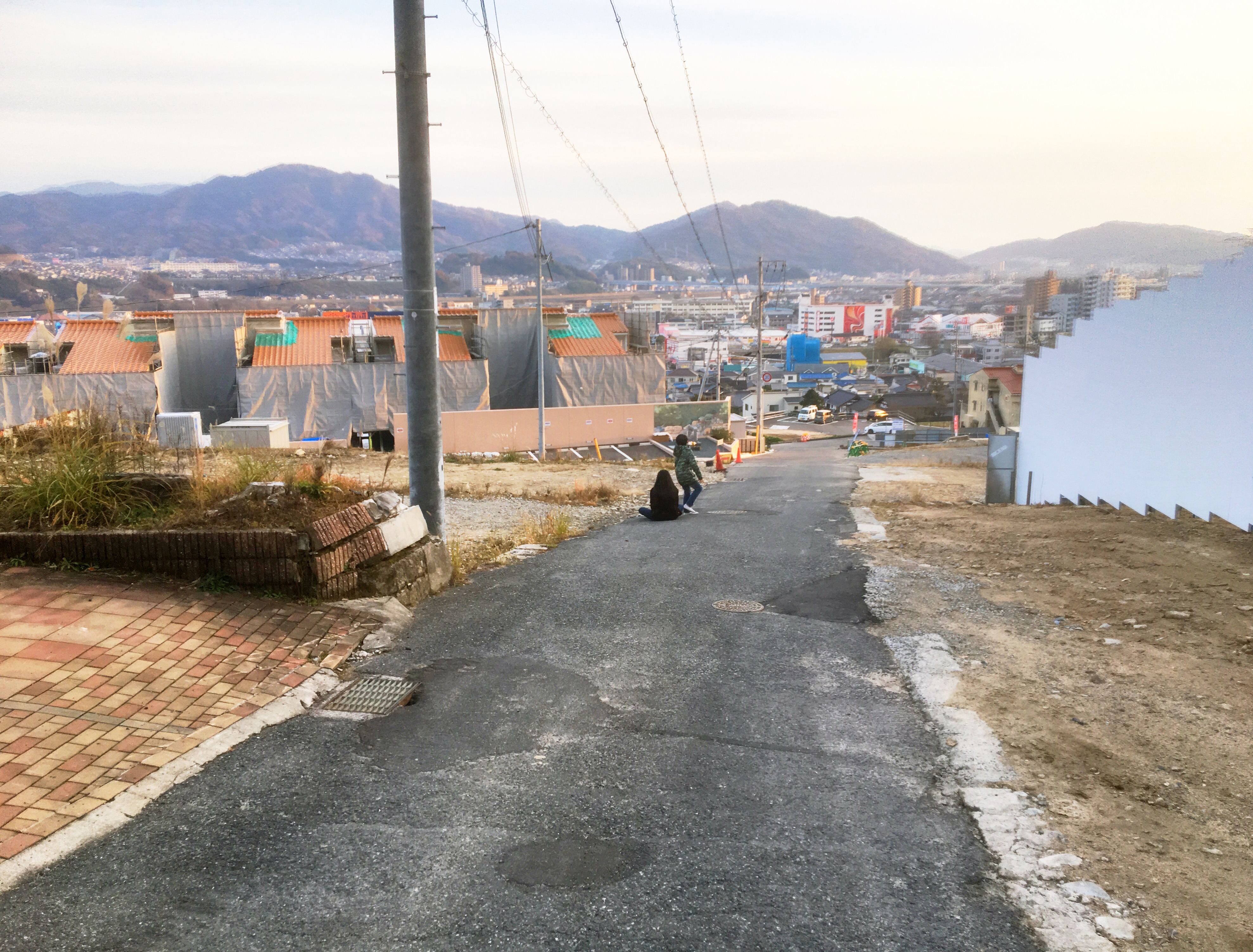
八木地区の復興工事（2016年）

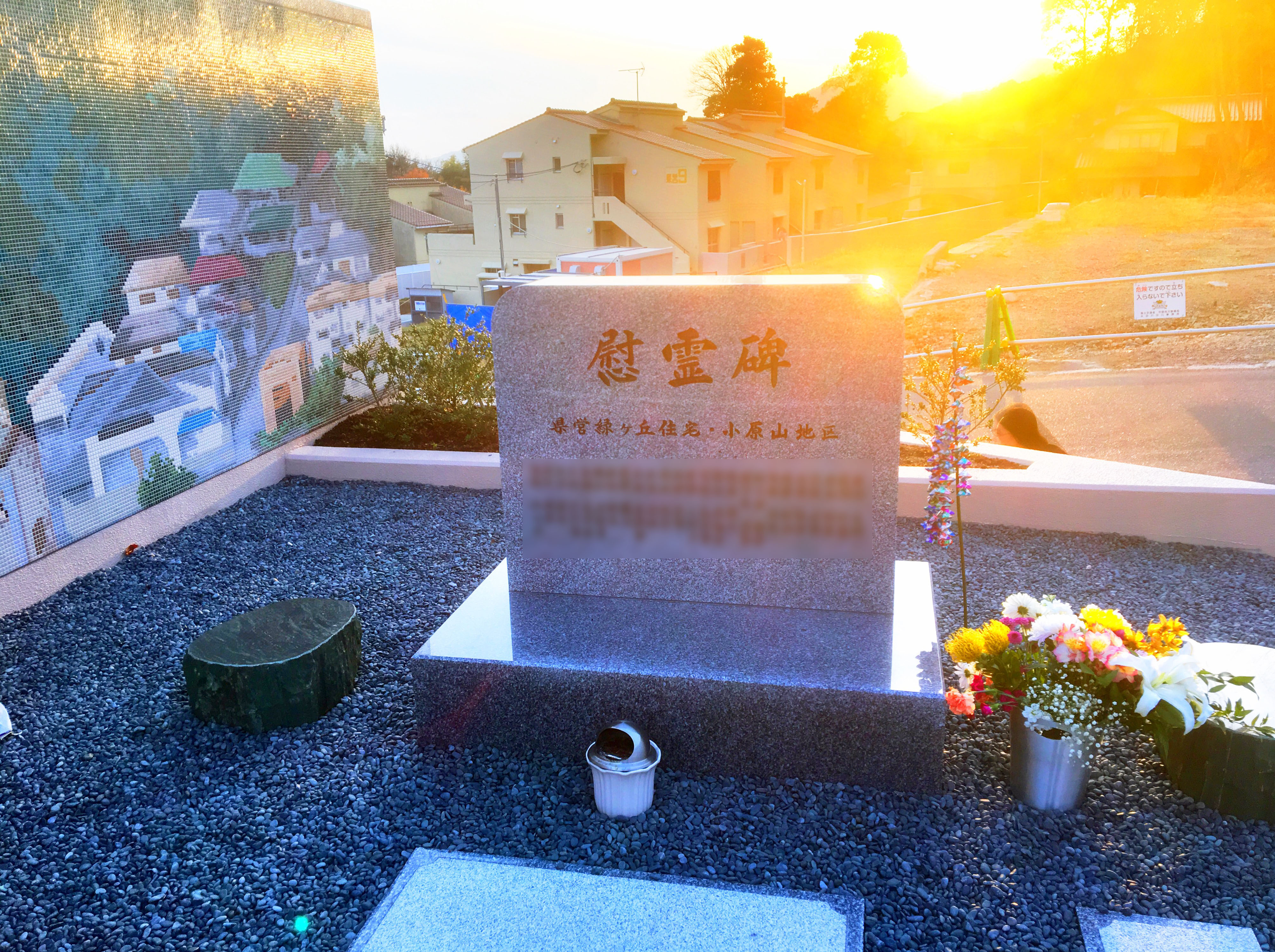
緑井地区の被災者慰霊碑

「復興まちづくりビジョン」の策定について - 広島市
国・県・市の応急復旧計画の公表後、市は10月7日復興まちづくり本部を設置し復興ビジョン案をまとめ、それを住民説明会での意見を取り入れ調整したあと、2015年3月25日「復興まちづくりビジョン」として正式にまとめた。
- 対象地域は南から、山本地区・八木緑井地区・可部東地区・三入南桐原地区・大森地区[357]。
- 2015年から10年計画とし、最初の5年は「集中復興期間」、残り5年を「継続復興期間」とする[356][357]。
- 国・県・市が整備するハード面と、自主防災活動を支援するソフト面の2面からなる[356]。
  - 都市計画マスタープランと地域防災計画に基づき、河川改良・砂防ダム・避難路・雨水排水施設の整備[356][357]。
  - 土砂災害災害警戒区域指定と住民参加による警戒避難体制の確立[357]。
  - 住宅再建、地元共同施設再建の支援[358]。
  - 自主防災組織の活動支援として、寄付金を原資とした防災基金を設立。歴史の教訓として災害碑を建立する場合も支援する[356][358]。
- 必要に応じて今後も改訂していくとしている[359]。

### 「みんなで減災」県民総ぐるみ運動
広島県「みんなで減災」県民総ぐるみ運動ポータルサイト
災害を受けて県は条例を定め、「災害死ゼロ」を目指す県民運動を始めた。災害に強い広島県、減災日本一を目指し、災害を知る・察知する・行動する・学ぶ・備えるを行動目標とし、県民が身を守るために自助・共助で適切な行動がとれるよう、数値目標を設けて2016年から取り組んでいくとした。

### 土砂災害防止法の改正
1999年広島での土砂災害を機に施行された土砂災害防止法であるが、この2014年の土砂災害において不備が発覚した。そこで国で土砂災害防止法の改正が進められた。
1. 土砂災害危険区域の調査段階からの公表、および指定の促進[120][232]。
2. 気象庁および県が発表する土砂災害警戒情報を市町村長および住民に周知することを義務づける[120][232]。
3. 避難勧告等に国による助言[120][232]。
4. 避難場所や避難経路を明示するなどの市町村防災計画の充実・強化の促進[120][232]。

2014年11月19日付で改正法案公布、2015年1月18日施行した。

## 防災施設の完成
2020年12月6日、安佐南区、安佐北区の99ヶ所に砂防堰堤、治山ダムを整備する対策事業が完成、梅林小学校で完了式が行われた。
2023年9月1日には被害の大きかった八木地区に災害伝承を行い、災害時には避難所としても機能する「広島市豪雨災害伝承館」が開館した。

### 補足
1. ↑  豪雨被害が広島県のみならず京都・兵庫・高知・福岡・秋田などの府県で広範囲にわたり発生したことから特定の地名を付さずに命名された[15]。
2. ↑  2014年8月25日付の『中国新聞』コラム『天風禄』にも、読者の指摘の形で取り上げられている[83]。
3. ↑  県土木局砂防課調査。この数字は、土砂災害危険箇所で発生 ＋ 土砂災害危険箇所以外で人家等に被害が出た箇所を示す。
4. ↑  検証部会での資料にはこのことは記載されていない[129]ため本当かどうか不明。
5. ↑  判定内容により、災害見舞金や再建支援金などの金額が異なるため[158]。

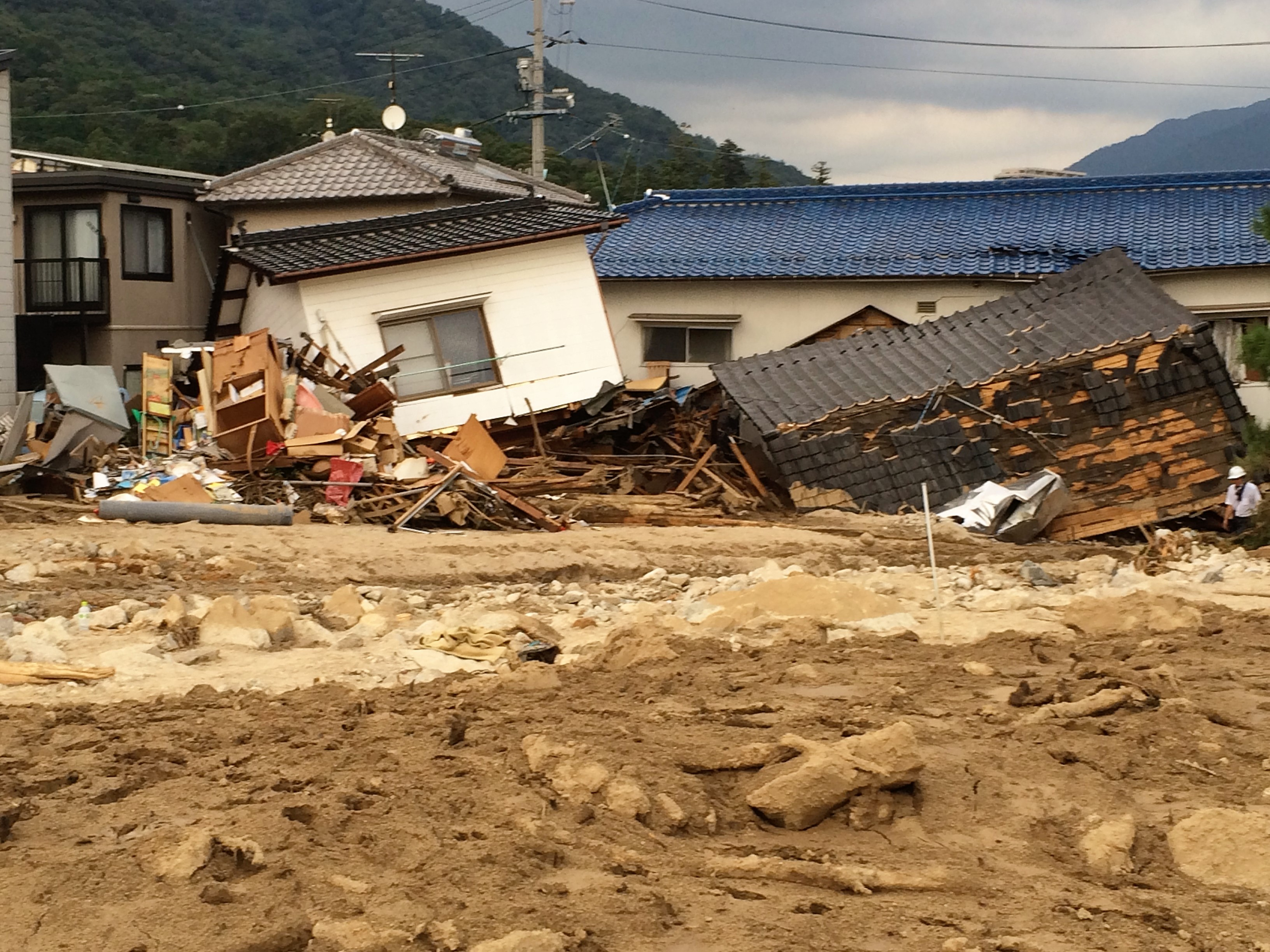
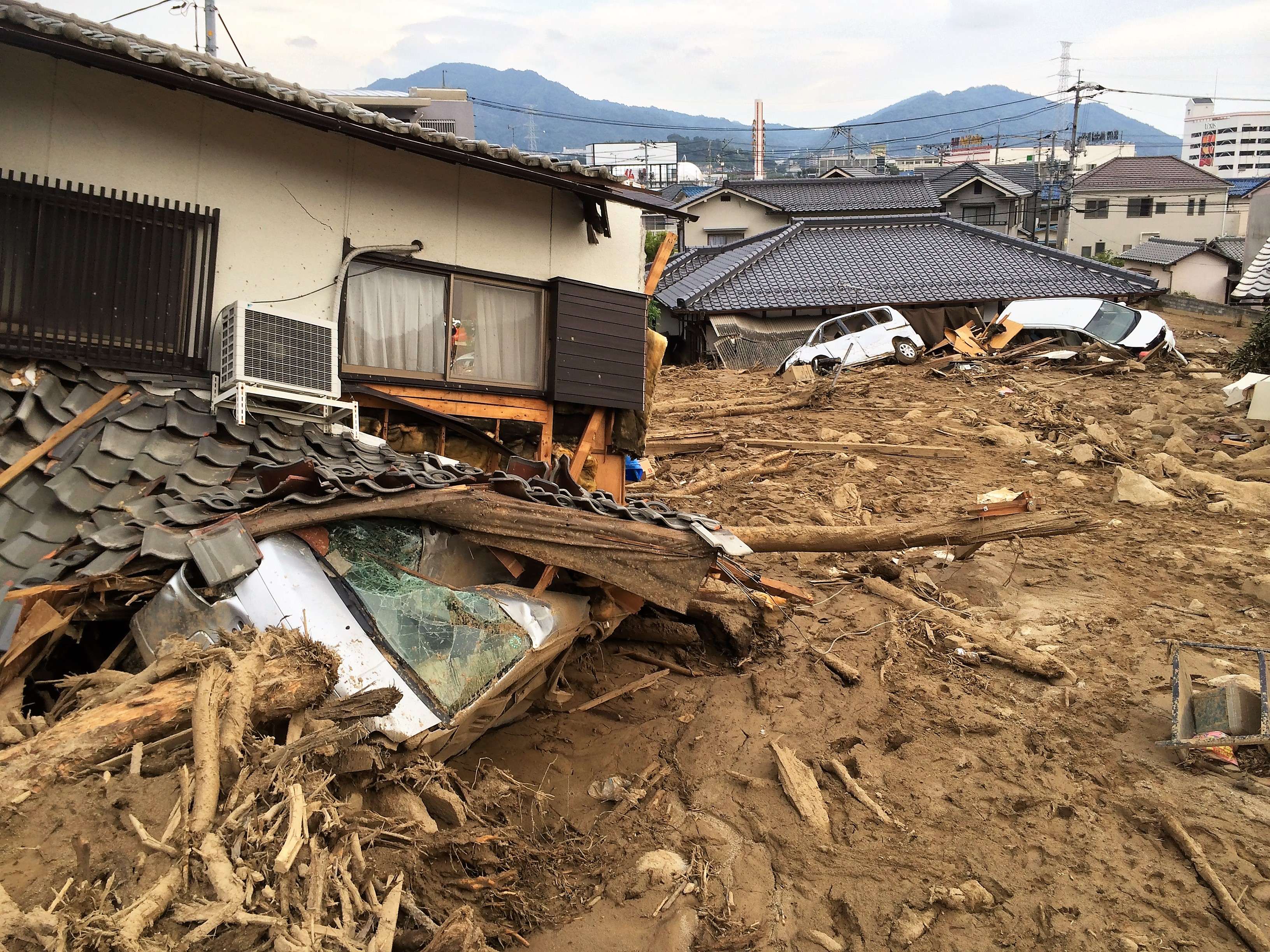
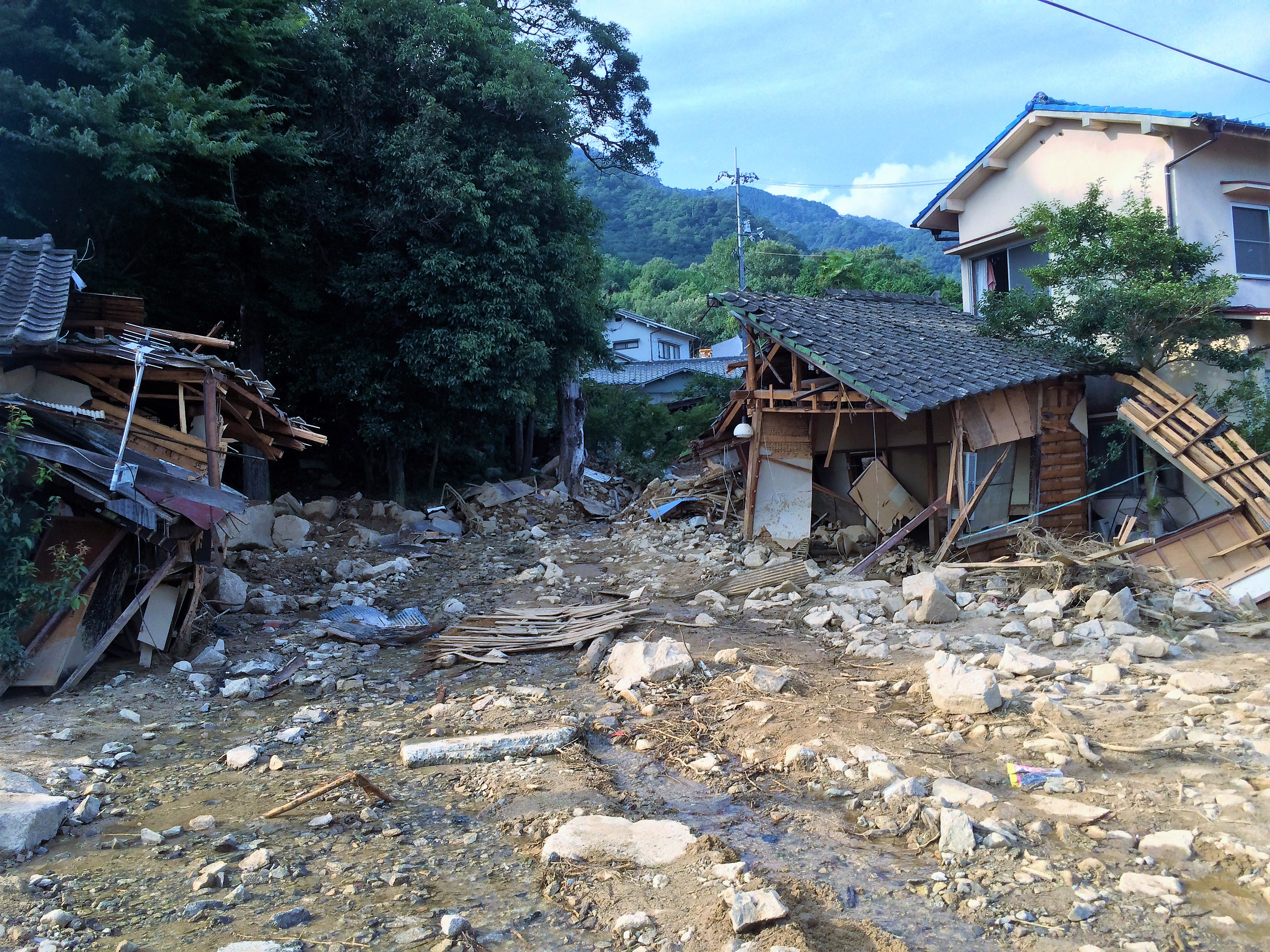

6. ↑  新聞配達員で発見時にカッパを着ており発見現場のそばでバイクと免許証が発見されている[197]。避難中か防災行動中以外の理由で屋外被災で死亡した唯一の人物（#人的被害参照）。
7. ↑  この流域の地質図では上・中流部が付加体で、下流が花崗岩[98]。
8. ↑  翌年に行われた戦後70年目「慰霊の旅」の一環[253]。その2015年8月11日広島市被爆70周年記念事業にも来広している[255]。

## 参考資料
- 広島県土木局砂防課 (2015年1月). “平成26年8月20日発生 8.20 土砂災害” (PDF).   広島県. 2017年10月6日閲覧。
- “資料2 平成26年８月20日 広島土砂災害 政府現地対策本部の活動” (PDF).   内閣府 (2014年12月4日). 2017年10月6日閲覧。
- 広島地方気象台 (2014年8月20日). “平成26年8月20日14時現在気象速報 平成26年8月19日から20日にかけての広島県の大雨について” (PDF).   気象庁. 2017年10月6日閲覧。
- 8月19日からの大雨による被害等について（アーカイブ） - 広島県
- 土木学会・地盤工学会 広島豪雨災害合同緊急調査団「平成26年広島豪雨土砂災害の速報」（PDF）、土木学会、2014年、2017年10月6日閲覧。
- 土木学会「2014年広島豪雨災害報告書（最終版）」（PDF）、土木学会、2015年6月25日、2017年10月6日閲覧。
- 土田孝、森脇武夫、熊本直樹、一井康二、加納誠二、中井真司「2014年広島豪雨災害において土石流が発生した渓流の状況と被害に関する調査」（PDF）『地盤工学ジャーナル vol.11』、地盤工学会、2016年、33-52頁、2017年10月6日閲覧。
- 海堀正博、石川芳治、石川好文、松村和樹、中谷加奈、長谷川祐治、松本直樹、高原晃宙 ほか「2014年8月20日に広島市で発生した集中豪雨に伴う土砂災害」（PDF）『砂防学会誌 vol.67』、砂防学会、2014年、49-59頁、2017年10月11日閲覧。
- 8.20 豪雨災害における避難対策等検証部会「平成26年8月20日の豪雨災害 避難対策等に係る検証結果」（PDF）、広島市、2015年1月、2017年10月6日閲覧。
- 安佐南区自主防災会研修会「平成26年 8.20 広島市豪雨土砂災害の記録」（PDF）、広島市安佐南区自主防災会連合会、2015年、2017年10月6日閲覧。
- 広島土砂災害 - ウェイバックマシン（2014年8月26日アーカイブ分） - 中国新聞
- 『八木用水』（広島市郷土資料館、2004年）
- 『佐東町史』（広島市 1980年）
- 国土交通省河川局「太田川水系の流域及び河川の概要」（PDF）、国土交通省、2007年1月29日、2017年10月6日閲覧。
- 環境省中国四国地方環境事務所、広島市環境局「平成26年8月豪雨に伴う広島市災害廃棄物処理の記録」（PDF）、環境省、2016年3月、2017年10月6日閲覧。